# Euphoria (Fernsehserie)
Euphoria (englisch für ‚Euphorie‘) ist eine US-amerikanische Fernsehserie des Pay-TV-Senders HBO. Die Erstausstrahlung erfolgte am 16. Juni 2019 bei HBO, in Deutschland am 16. Oktober 2019 bei Sky Atlantic. Sie basiert auf einer israelischen Miniserie
gleichen Namens, die von 2012 bis 2013 produziert wurde. Die darüber hinaus veröffentlichten zwei Spezialfolgen verbinden die erste und die durch die COVID-19-Pandemie verschobene zweite Staffel, die am 9. Januar 2022 auf HBO Max startete. Während der Ausstrahlung verkündete HBO, die Serie um eine dritte Staffel verlängert zu haben. Die Ausstrahlung der 3. Staffel ist für 2025 geplant.
Showrunner, Drehbuchautor und Regisseur der Serie ist Sam Levinson. Für jeweils eine Folge übernahmen zudem Jennifer Morrison, Pippa Bianco und Augustine Frizzell die Regie. Neben Levinson sind u. a. Ron Leshem, der die israelische Vorlage kreierte, und Musiker Drake Executive Producer der Serie.
Euphoria handelt von einer Gruppe von High-School-Schülerinnen und -Schülern um die drogenabhängige 17-jährige Rue Bennett (gespielt von Zendaya), die nach ihrem Entzug die neue Schülerin Jules Vaughn (Hunter Schafer) kennenlernt und sich mit ihr anfreundet. Die Serie thematisiert dabei vor allem die Themen Freundschaft, Sexualität, Identität, Traumata, Drogen und Liebe der überwiegend minderjährigen Figuren.

## Handlung
Die 17-jährige Rue Bennett geht auf die High School und ist drogenabhängig. Nach einer Überdosis lag sie mehrere Tage lang im Koma, weshalb sie kurze Zeit später einen Entzug begonnen hatte. Dennoch kann sie von Rauschmitteln nicht loskommen. Ihre Drogen erhält sie von dem Dealer Fezco, der ein freundschaftliches Verhältnis zu ihr hat. Es wird mehrmals angedeutet, dass sie unter Depressionen, Panikattacken und Zwangsstörungen leidet. Rues Vater starb an Krebs, als sie 14 Jahre alt war. Etwa zur selben Zeit begann Rue, psychotrope Substanzen zu konsumieren. Sie fühlt sich gegenüber ihrer jüngeren Schwester Gia verantwortlich. Auch zu ihrer Mutter Leslie hat sie im Grunde ein gutes Verhältnis. Diese ist zwar verständnisvoll und fürsorglich, befürchtet allerdings stets, dass ihre Tochter einen Rückfall erleiden könnte und vertraut ihr deshalb nicht, was das Verhältnis der beiden belastet und oft zu Streit führt.
Bei einer Party trifft Rue auf die gleichaltrige Jules Vaughn, mit der sie sich sofort anfreundet. Jules ist nach der Scheidung ihrer Eltern mit ihrem Vater aus der Stadt in den Vorort gezogen und neu an der High School. Sie ist trans und bisexuell. Im Alter von 11 Jahren wurde Jules auf Anraten ihrer Mutter gegen ihren Willen aufgrund einer Geschlechtsdysphorie und selbstverletzenden Verhaltens in eine psychiatrische Klinik eingewiesen. Jules trifft sich oft mit Männern, die meist deutlich älter sind als sie. Darunter ist Cal Jacobs, ein verheirateter Mann, der als erfolgreicher Geschäftsmann in der Gegend hohes Ansehen genießt. Nachdem Jules ihn über ihre Minderjährigkeit angelogen hat, haben sie Sex, den Jules als schmerzhaft und erniedrigend empfindet. Anschließend begibt sie sich zur Party von Christopher McKay, einem bekannten College-Football-Spieler, wo sie auf Rue trifft. Rue verliebt sich schon bald in Jules, allerdings ist zunächst nicht klar, ob diese Gefühle auch auf Gegenseitigkeit beruhen. Jules verliebt sich zunächst über die Dating-App Grindr in einen Jungen names Tyler. Schon bald stellt sich jedoch heraus, dass dieser in Wahrheit Nate Jacobs ist, der Sohn von Cal. Nate erpresst Jules mit der Androhung einer Anzeige wegen der Verbreitung von Kinderpornografie, nachdem sie ihm Nacktbilder von sich geschickt hatte. Er verlangt von ihr, über das Treffen von ihr mit seinem Vater Cal zu schweigen und zwingt sie später auch, Falschaussagen bei der Polizei zu machen. Nachdem Jules klar wird, dass sie nicht die Bestätigung von Männern braucht, um eine Frau zu sein, lässt sie die Beziehung zu Rue zu. Jules ist zunächst der Hauptgrund dafür, dass Rue über mehrere Monate clean bleibt, nachdem sie zwischenzeitlich auch kurz nach ihrem Entzug weiterhin Drogen konsumiert hatte. Doch die Erpressung durch Nate (von der Rue nichts weiß), die Tatsache, dass sich Jules nach einem Wochenendausflug zu einer alten Schulfreundin auch in die Mitbewohnerin Anna verliebt und sie nach wie vor Gefühle für Nates Persona Tyler (und womöglich Nate selbst) hat, belasten die Beziehung aus Sicht von Rue. Als Rue am Tag des Winterballs die Idee aufbringt, gemeinsam mit Jules durchzubrennen und die Stadt zu verlassen, stimmt Jules ihr begeistert zu. Geplagt von Zweifeln fährt Rue mit ihr zum Bahnhof, kann sich jedoch nicht dazu durchringen, Jules in den Zug zu folgen. Unter Tränen lässt sie Jules mit dem Zug davonfahren und erleidet in der Folge einen heftigen Rückfall.
Zu einem ersten längeren Treffen kommt es wenige Wochen später auf einer Silvesterparty. Rue konsumiert mittlerweile wieder regelmäßig Drogen und ist nahezu permanent high. Jules weiß davon zunächst nichts und die beiden scheinen eine glückliche Phase ihrer Beziehung zu erleben. Auf der Party lernen sie Elliot kennen, mit dem sich schon bald eine Art Dreiecksbeziehung zu bilden scheint. Nachdem Fez Rue keine Drogen mehr verkaufen will, besorgt sich Rue bei der Dealerin Laurie neue Drogen im Wert von mehreren tausend Dollar. Als Elliot Jules davon erzählt, dass er und Rue zusammen Drogen einnehmen, berichtet diese Rues Mutter Leslie vom Rückfall ihrer Tochter. Sie vernichtet daraufhin Rues Drogenvorrat, wodurch sie in einen heftigen Streit geraten, in dem Rue auch Elliot und vor allem Jules beleidigt. Geplagt von immer stärker werdenden Entzugserscheinungen flüchtet Rue zwischenzeitlich sogar vor der Polizei und wird von Laurie in ihrem Haus gefangen gehalten, kann wenig später aber entkommen. Infolgedessen versucht Rue einen kalten Entzug und kann diesen auch bis zum Ende des Schuljahres aufrechterhalten, entscheidet sich jedoch dafür, nicht mehr mit Elliot befreundet zu sein und auch Jules Liebesbekenntnis lehnt sie letzten Endes liebevoll und freundschaftlich ab.
Neben Rue und Jules fokussiert sich die Serie auch auf den (Schul)-Alltag anderer Figuren. Lexi Howard ist seit dem Kindergarten Rues beste Freundin, allerdings haben sich die beiden im Laufe der Jahre etwas auseinandergelebt. Sie verarbeitet ihre Beobachterrolle und ihre Beziehung zu ihren Freunden in einem großen Theaterstück. Ihre Mitschülerin Kat Hernandez hatte lange Zeit Probleme mit ihrer Figur, bis sie merkt, dass sie auf Männer aufgrund ihrer Kurven attraktiv wirkt. Zudem schreibt sie regelmäßig erfolgreiche Fan-Fiction im Bereich BDSM. Sie verarbeitet ihre Selbstzweifel und ist über längere Zeit mit Ethan zusammen. Ihre Schwester Cassie hatte in der Vergangenheit bereits etliche Partner, weswegen sie in der Schule keinen besonders guten Ruf hat. Cassies Freund Christopher McKay wurde von seinem Vater sehr streng erzogen und wirkt wie ein typischer Jock. Sie wird schwanger von ihm, entscheidet sich jedoch für einen Abort. Sie kommt wenig später für kurze Zeit mit Nate zusammen. Ihre beste Freundin ist Maddy. Sie war zuvor mit Nate Jacobs zusammen, dessen Aggression seine Unsicherheit bezüglich seiner sexuellen Identität und möglichen Homosexualität überspielen soll. Diese Beziehung verläuft jedoch nicht sehr glücklich, da sie sich gegenseitig betrügen und Maddy einmal während eines Streites von ihm gewürgt wird. Nates Vater kämpft ebenso mit seiner eigenen Vergangenheit und Identität. Er besitzt zahlreiche Videoaufnahmen, die ihn beim Sex mit teilweise Minderjährigen zeigen, weshalb er von seinem Sohn bei der Polizei angezeigt wird. Fez vertreibt unterdessen zusammen mit seinem Partner Ashtray Drogen. Auch ihnen ist die Polizei auf der Spur, nachdem Ashtray ihren Drogendealer Mouse getötet hatte. Bei einer tödlichen Konfrontation wird Ashtray von einer Spezialeinheit der Polizei erschossen und Fez schwer verwundet verhaftet.

## Besetzung und Synchronisation

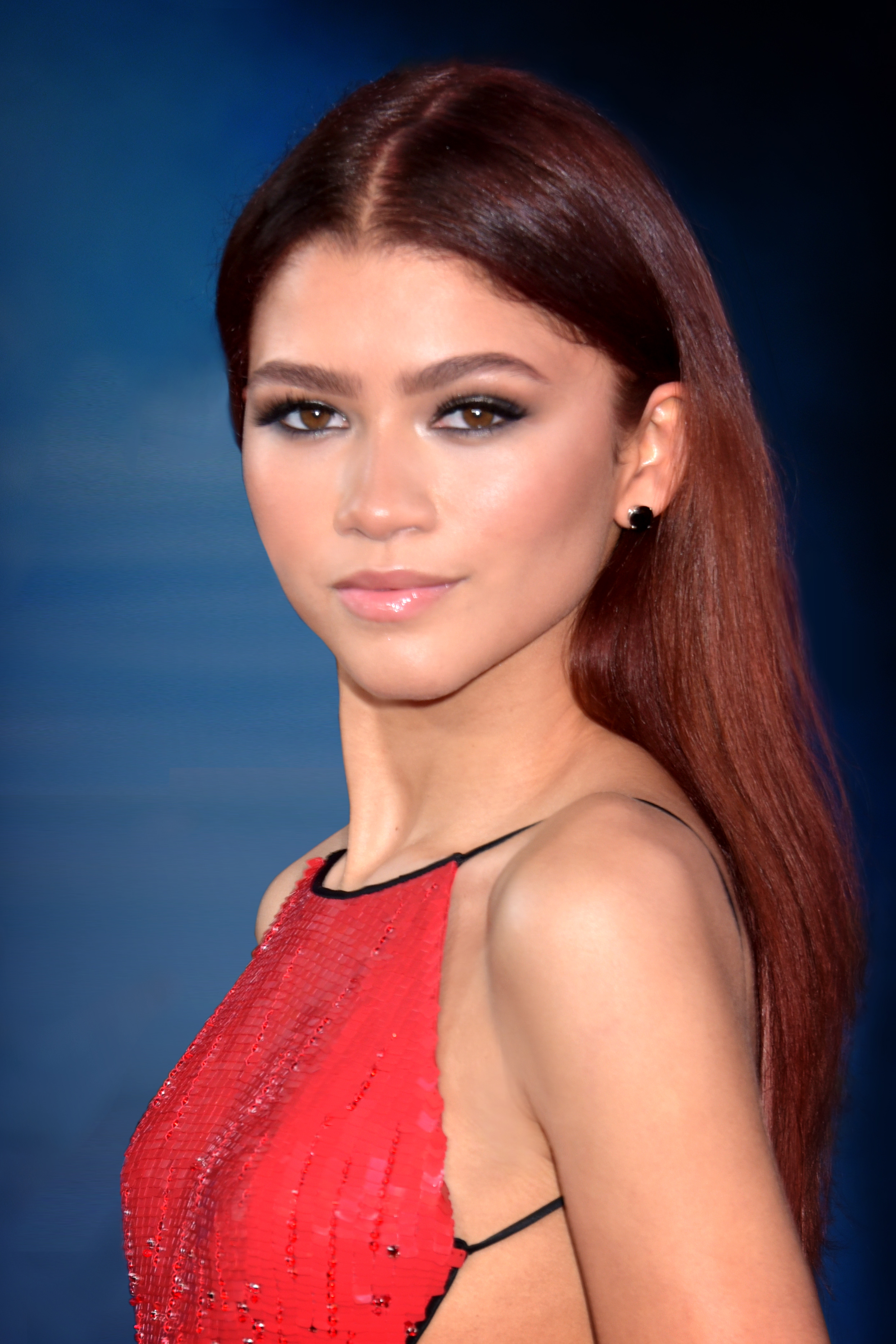
Zendaya, 2019

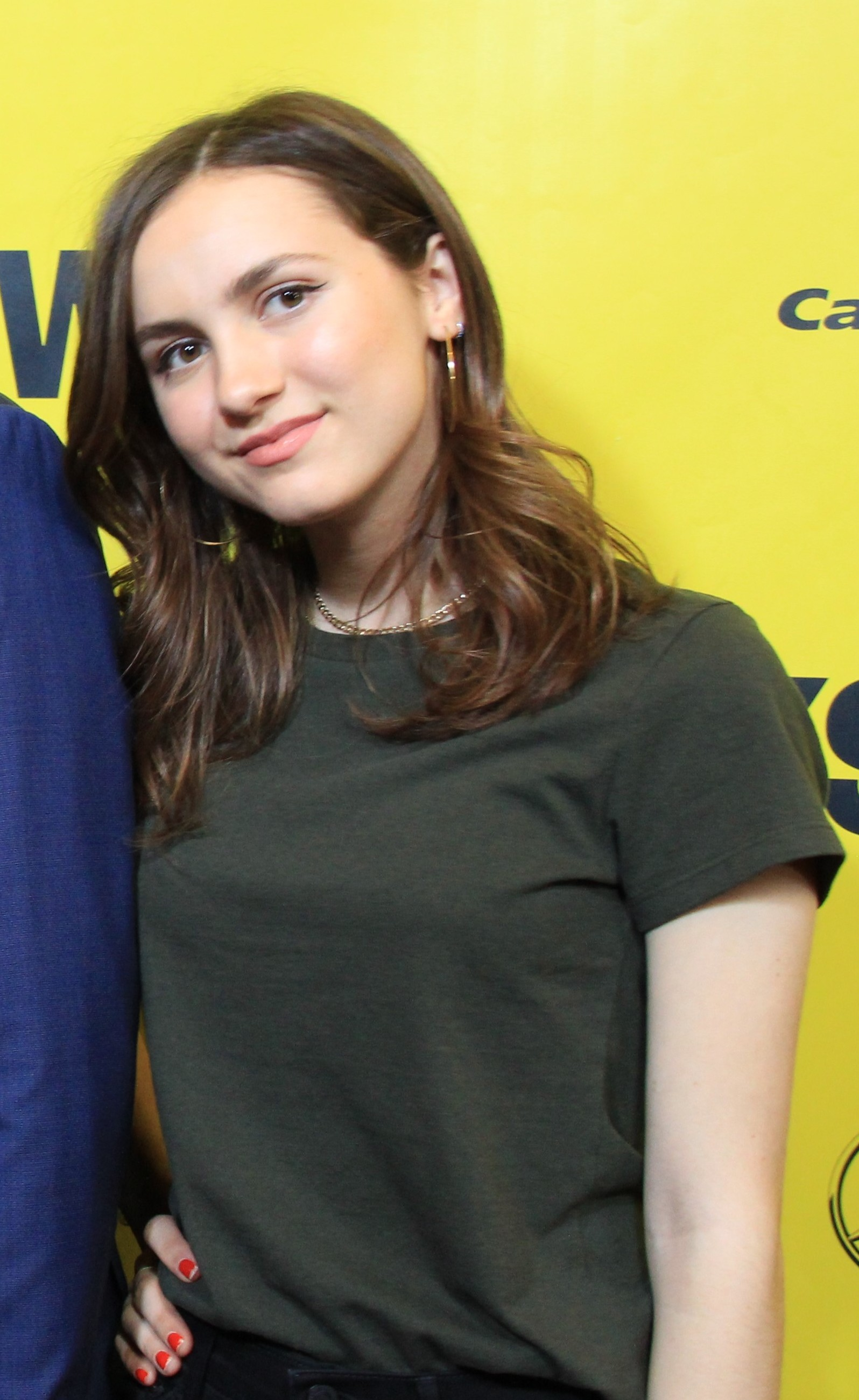
Maude Apatow, 2018

Die Synchronisation der Serie wird durch Scalamedia nach einem Dialogbuch von Sarah Riedel und Lilli-Hannah Hoepner unter der Dialogregie von Riedel erstellt.
| Rolle                     | Schauspieler       | Episoden                                     | Synchronsprecher    |
| Hauptfiguren              | Hauptfiguren       | Hauptfiguren                                 | Hauptfiguren        |
| ------------------------- | ------------------ | -------------------------------------------- | ------------------- |
| Ruby „Rue“ Bennett        | Zendaya            | 1.01–2.08, SF1, SF2                          | Marcia von Rebay    |
| Jules Vaughn              | Hunter Schafer     | 1.01–2.08, SF1, SF2                          | Friedel Morgenstern |
| Madeleine „Maddy“ Perez   | Alexa Demie        | 1.01–2.08                                    | Maria Hönig         |
| Nathaniel „Nate“ Jacobs   | Jacob Elordi       | 1.01–2.04, 2.06–2.08, SF2                    | Amadeus Strobl      |
| Cassandra „Cassie“ Howard | Sydney Sweeney     | 1.01–2.08                                    | Olivia Büschken     |
| Alexis „Lexi“ Howard      | Maude Apatow       | 1.01–2.08                                    | Sophie Lechtenbrink |
| Katherine „Kat“ Hernandez | Barbie Ferreira    | 1.01–2.08                                    | Maximiliane Häcke   |
| Christopher McKay         | Algee Smith        | 1.01–1.07, 2.01, 2.02                        | Tim Schwarzmaier    |
| Fezco „Fez“               | Angus Cloud        | 1.01–1.04, 1.06–2.08                         | Felix Auer          |
| Cal Jacobs                | Eric Dane          | 1.01, 1.02, 1.04–1.08, 2.02–2.04, 2.07–2.08  | David Nathan        |
| Leslie Bennett            | Nika King          | 1.01–1.05, 1.07, 1.08, 2.02–2.08             | Christin Marquitan  |
| Georgia „Gia“ Bennett     | Storm Reid         | 1.01–1.08, 2.03–2.08                         | Léa Mariage         |
| Elliot                    | Dominic Fike       | 2.01–2.05, 2.07–2.08                         |                     |
| Ethan Lewis               | Austin Abrams      | 1.02–1.06, 1.08–2.04, 2.06–2.08              | Patrick Keller      |
| Ashtray                   | Javon Walton       | 1.01–1.05, 1.07–2.08                         | Derya Flechtner     |
| Ali / Martin              | Colman Domingo     | 1.02–1.05, 2.02–2.03, 2.06, SF1              | Tobias Kluckert     |
| Nebenfiguren              |                    |                                              |                     |
| Suze Howard               | Alanna Ubach       | 1.01–1.03, 1.06–1.08, 2.02–2.08              | Bianca Krahl        |
| David Vaughn              | John Ales          | 1.01–1.05, 1.07–1.08, 2.02, SF2              | Frank Schaff        |
| Barbara „BB“ Brooks       | Sophia Rose Wilson | 1.01–1.03, 1.05, 1.07, 2.02, 2.04, 2.07–2.08 |                     |
| Marsha Jacobs             | Paula Marshall     | 1.02, 1.04–1.06, 1.08, 2.02–2.04, 2.06       | Ann Vielhaben       |
| Custer                    | Tyler Chase        | 1.02, 1.07–2.02, 2.04, 2.06–2.08             | Daniel Gärtner      |
| Faye                      | Chloe Cherry       | 2.01–2.04, 2.06–2.08                         |                     |
| Daniel                    | Keean Johnson      | 1.02–1.07                                    |                     |
| Aaron Jacobs              | Zak Steiner        | 1.02, 1.04, 1.06, 2.03–2.04, 2.06            |                     |
| Robert Bennett            | Bruce Wexler       | 1.01–1.02, 1.08, 2.04–2.05                   | Christian Intorp    |
| Gus Howard                | Nick Blood         | 1.07, 2.02–2.03, 2.07–2.08                   |                     |
| Miss Marsha               | Marsha Gambles     | 1.02–1.03, 1.05, 2.03, SF1                   |                     |
| Mouse                     | Meeko              | 1.02, 1.07–2.01                              |                     |
| Bobbi                     | Veronica Taylor    | 2.03–2.04, 2.07–2.08                         |                     |
| Troy McKay                | Tyler Timmons      | 1.01–1.02, 1.04, 1.06                        |                     |
| Tyler Clarkson            | Lukas Gage         | 1.01–1.02, 1.06–1.07                         | Jeremias Koschorz   |
| Mrs. Hernandez            | Mercedes Colon     | 1.02–1.03, 1.05, 1.08                        |                     |
| Samantha                  | Minka Kelly        | 2.02, 2.04, 2.06–2.07                        |                     |
| Laurie                    | Martha Kelly       | 2.01, 2.03, 2.05                             |                     |
| Caleb                     | Ansel Pierce       | 2.01, 2.07–2.08                              |                     |
| Roy McKay                 | Tristian Timmons   | 1.01–1.02, 1.04                              |                     |
| Ted Perez                 | Ruben Dario        | 1.01, 1.04–1.05                              |                     |

SF = Spezialfolge
In mehreren Folgen wird in kurzen Rückblicken die Vergangenheit der Hauptfiguren erzählt. Dabei werden sie von verschiedenen jüngeren Darstellern gespielt. In diesen Rollen zu sehen sind etwa Aliyah Conley, McKenna Roberts, Janice LeAnn Brown und Alumière Glass (jeweils als jüngere Rue), Clark Furlong (Jules), Gabriel Golub (Nate), Keilani Arellanes (Maddy), Kyra Adler (Cassie), Johanna Colón (Kat), Yohance Biagas Bey und Zakai Biagas Bey (McKay), Mason Shea Joyce (Fez), Elias Kacavas (Cal), Malia Barnhardt (Leslie), Hyla Rayne Fontenot (Gia), Daelo Jin Walton (Ashtray), Rebecca Louise (Marsha) sowie Isaac Arellanes (Daniel). In weiteren kurzen Gastrollen sind unter anderem Shiloh Fernandez, Pell James, Elpidia Carrillo, Isabella Amara, Allan Loeb, Courtney Taylor Burness, Daeg Faerch, Elle Alexander, Jessie Andrews, Labrinth, Mike Ostroski, Bobbi Salvör Menuez, Kathrine Narducci, Larry Joe Campbell, Nat Faxon und Will Peltz an der Serie beteiligt.

## Episodenliste

### Staffel 1
| Nr. (ges.) | Nr. (St.) | Deutscher Titel           | Originaltitel                                                | Erstausstrahlung USA | Deutschsprachige Erstausstrahlung (D) | Regie              | Drehbuch     |
| --- | --------- | ------------------------- | ------------------------------------------------------------ | -------------------- | ------------------------------------- | ------------------ | ------------ |
| 1 | 1         | Alles hält an             | Pilot                                                        | 16. Juni 2019        | 16. Okt. 2019                         | Augustine Frizzell | Sam Levinson |
| Die Jugendliche Rue Bennett hat eine Überdosis erlitten und wurde deswegen in eine Entzugsklinik eingewiesen. Nachdem sie ihren Entzug abgeschlossen hat, kehrt sie wieder nach Hause zurück. Sie kauft sofort nach ihrer Ankunft Drogen von ihrem Dealer und gutem Freund Fezco. Währenddessen kommt die Jugendliche Jules in der Stadt an, wo sie die Ferien in einer Sommerschule verbringen wird. Sie freundet sich mit ihrer Klassenkameradin Kat an, die sie auf eine Party des beliebten College-Football-Spielers Christopher McKay einlädt. Jules lehnt ab, da sie sich an dem Tag stattdessen mit einem älteren Mann treffen möchte, den sie auf einer Mobile-Dating-App kennen gelernt hat. Als Rue eines Tages mitten in der Nacht nach Hause kommt, wird sie von ihrer Mutter Leslie erwischt, die sie dazu auffordert, sich einem Drogentest zu unterziehen. Rue bittet deswegen ihre alte Freundin Lexi um eine saubere Urinprobe, da sie den Test sonst nicht besteht. Jules trifft sich in einem Motel mit ihrer Verabredung Cal Jacobs. Sie ist noch minderjährig, lügt aber über ihr Alter, weswegen die beiden Sex haben, anschließend geht sie doch auf McKays Party. Dort reden Nate, Cals Sohn, und sein Freund McKay über Lexis Schwester Cassie, deren sexuelle Vergangenheit in der Schule berüchtigt ist. McKay merkt an, dass er zurzeit mit Cassie zusammen sei. Nates Ex-Freundin Maddy hat auf der Feier Sex mit ihrem Mitschüler Tyler Clarkson, um Nate eifersüchtig zu machen. Dieser belästigt Jules mehrmals, weswegen sie ihn mit einem Messer bedroht, sie beherrscht sich aber und geht. Kat verliert derweil auf der Party ihre Jungfräulichkeit, während Jules auf dem Rückweg Rue trifft, die sie nach Hause begleitet. |           |                           |                                                              |                      |                                       |                    |              |
| 2 | 2         | Spürst du was?            | Stuntin’ Like My Daddy                                       | 23. Juni 2019        | 16. Okt. 2019                         | Sam Levinson       | Sam Levinson |
| Die Folge beginnt mit einer Rückblende in Nates Kindheit: Cal fordert ihn eindrücklich auf, ein Mann zu sein. Eines Nachts findet er selbstgedrehte Pornofilme seines Vaters, die ihn beim Sex mit homosexuellen Männern und trans Frauen zeigen. Nate wird im Laufe der Jahre ein erfolgreicher Quarterback, allerdings hat er schwerwiegende Aggressionsprobleme, ist sich seiner sexuellen Identität unsicher und behandelt seine Freundin Maddy schlecht. In der Gegenwart bricht Nate bei Tyler ein und schlägt ihn zusammen. Er wirft ihm vor, Maddy vergewaltigt zu haben, die fälschlicherweise behauptet, auf der Feier einen Blackout erlitten zu haben. Am ersten Schultag bricht Rue in Tränen aus und stürmt aus der Turnhalle, als sie etwas über ihre Sommerferien erzählen soll, während der sie die Überdosis erlitten hatte. Lexi möchte sie trösten, wird aber von Rue abgewiesen. Letztere schwelgt daraufhin in Erinnerungen an ihren ersten Oxycodon-Rausch im Alter von 13 Jahren, in dieser Zeit starb ihr Vater an seiner Krebs-Erkrankung. Unterdessen findet Kat heraus, dass sie beim Sex gefilmt und die Aufnahme ins Internet gestellt wurde. Sie streitet zunächst ab, im Video vorzukommen, als sie aber die Aufnahme auf mehreren Webseiten entdeckt, kommt sie auf die Idee, mit ihrer Attraktivität Geld machen zu können. Derweil geht Rue wieder zu Fezco, der mit seinem Kollegen Mouse zusammen ist. Dieser zwingt Rue, Fentanyl zu nehmen, was sie nicht verträgt. Fezco ruft Jules an und bittet sie um Hilfe, da sich Rues Zustand weiter verschlechtert. McKay besucht in der Zwischenzeit Cassie und ist frustriert, da ihre Treffen stets äußerst sexgeladen sind. Am Ende der Folge chattet Jules mit einem Jock, der noch kein Coming-out hatte. Bei diesem handelt es sich um Nate, der von ihrem Treffen mit seinem Vater weiß. Als sie ihn nach seinem Namen fragt, gibt er vor, Tyler zu heißen. |           |                           |                                                              |                      |                                       |                    |              |
| 3 | 3         | Die ganze Welt ist dunkel | Made You Look                                                | 30. Juni 2019        | 23. Okt. 2019                         | Sam Levinson       | Sam Levinson |
| In einer erneuten Rückblende nimmt Kat in den Ferien zu, weswegen sie im neuen Schuljahr von ihren Mitschülern schikaniert und von ihrem Freund Daniel verlassen wird. Sie verarbeitet ihren Kummer, indem sie mit dem Schreiben anfängt, und veröffentlicht auf Tumblr mehrere BDSM-Fan-Fictions, die sehr erfolgreich sind, wodurch sie im Internet schnell an Beliebtheit gewinnt. In der Gegenwart wird sie ein BDSM-Webcam-Model und geht mit dem neu erworbenen Geld shoppen. Währenddessen sagt Jules Rue, dass sie mit ihrem Drogenkonsum aufhören soll, da sie sonst nicht befreundet sein könnten. Bei einem Treffen von Narcotics Anonymous behauptet Rue, seit 60 Tagen clean zu sein, allerdings wird sie nach dem Treffen von dem Teilnehmer Ali konfrontiert, der von ihrer Lüge weiß. Etwas später erhält Jules von „Tyler“ ein Penis-Foto. Mithilfe von Rue schickt sie ihm ebenfalls ein paar Nacktfotos. Anschließend entwendet Rue aus Jules Küche Tabletten. Unterdessen geht Cassie mit McKay zu einer Studenten-Feier, während Maddy, die wieder mit Nate zusammen ist, auf seinem Handy zu ihrem Erstaunen etliche Fotos von Penissen findet. Jules sagt Rue, dass sie sich nachts auf einem Rummelplatz mit „Tyler“ treffen will, weswegen es zum Streit zwischen den beiden kommt. Rue entschuldigt sich kurze Zeit später bei Jules und küsst sie spontan, doch Jules ist überrumpelt und erwidert ihn nicht. Aufgebracht geht Rue zu Fezco, der ihr aber keine Drogen mehr geben möchte. Rue beschimpft ihn unter Tränen und macht ihn für ihre Sucht verantwortlich. Sie ruft Ali an und bittet ihn um Hilfe. |           |                           |                                                              |                      |                                       |                    |              |
| 4 | 4         | Wendepunkt?               | Shook Ones Pt. II                                            | 7. Juli 2019         | 23. Okt. 2019                         | Sam Levinson       | Sam Levinson |
| Die nächste Rückblende handelt von Jules’ Vergangenheit: Sie wird aufgrund einer Angststörung und Geschlechtsdysphorie in eine Psychiatrische Klinik eingewiesen, wo sie sich selbst verletzt und gemobbt wird. Nach ihrer Entlassung fängt sie sogleich mit einer geschlechtsangleichenden Maßnahme an. In der Gegenwart äußert Rue gegenüber Ali, dass sie sich ob ihrer Gefühle für Jules nicht sicher ist. Sie trifft sich mit Jules auf dem Rummelplatz, wo die beiden sich darauf einigen, den Kuss zu vergessen. Auf dem Rummelplatz streiten sich Maddy und Nate wegen der Fotos auf seinem Handy, während McKay und Cassie auf Nates Vater Cal treffen. McKay will nicht zugeben, dass Cassie seine Freundin ist, da ihm ihr Ruf unangenehm ist. Erbost geht sie, trifft auf die ebenfalls wütende Maddy und nimmt zusammen mit ihr MDMA, das sie von Fezco erwerben. Daraufhin macht Maddy vor Nates Familie eine Szene, während Cassie mit Daniel flirtet. Kat verbringt Zeit mit ihrem Klassenkameraden Ethan, geht aber, als er eine andere Jugendliche anspricht, und hat schließlich Sex mit Luke Kasten, einem Schüler, der auch nach seinem Abschluss ein hohes Ansehen an der Schule genießt. Unterdessen suchen Rue und Jules nach Rues 13-jähriger Schwester Gia, die sie aus den Augen verloren haben. Sie hat mit McKays Brüdern Hanf konsumiert, weswegen Rue mit ihr nach Hause geht. Nate und Maddy streiten sich wegen der Fotos auf seinem Handy, als er sie am Hals packt. Sie einigen sich darauf, nicht mehr darüber zu reden. Jules wird von Cal wegen ihrer gemeinsamen Nacht konfrontiert, sie versichert ihm aber, dies für sich zu behalten. Sie trifft sich schließlich mit „Tyler“ und ist schockiert, als sie auf Nate trifft. Dieser erpresst sie mit den Nacktfotos, die sie ihm geschickt hatte, und fordert sie auf, seinen Vater nicht zu verraten. Daraufhin geht sie zu Rue und verbringt dort die Nacht. In einer Montage wird gezeigt, wie sich die Freundschaft der beiden immer mehr intensiviert, sie sich schließlich erneut küssen und fortan ein Paar sind. |           |                           |                                                              |                      |                                       |                    |              |
| 5 | 5         | Nichts davon ist wahr     | ’03 Bonnie and Clyde                                         | 14. Juli 2019        | 30. Okt. 2019                         | Jennifer Morrison  | Sam Levinson |
| In Maddys Kindheit nahm sie an Schönheitswettbewerben teil, ihre Eltern verbieten ihr dies aber, da ein Wettbewerb-Veranstalter als pädophil entlarvt wurde. Als sie Jahre später zum ersten Mal Nate begegnet, lügt sie ihn an, indem sie behauptet, dass sie noch Jungfrau sei. Die beiden haben kurz darauf Sex und fangen eine Beziehung an. In der Gegenwart wird Maddy im Unterricht ohnmächtig, weswegen ihre Würgemale von Sanitätern entdeckt werden. Maddys Mutter zeigt Nate bei der Polizei an, weswegen Maddy zum Revier gehen muss, wo ihre Verletzungen fotografiert werden und sie einer Befragung unterzogen wird. Nate streitet ab, ihr wehgetan zu haben. Maddy liefert sich einen heftigen Streit mit ihrer Mutter, sie trifft sich anschließend mit Nate in einem Motel, die beiden versöhnen sich. Unterdessen sagt Rue Leslie, dass sie und Jules ein Paar seien, Jules erzählt ihrem Vater David nichts von ihrer Verbindung, da sie nicht weiß, ob sie wirklich ernsthafte Gefühle für Rue empfindet, zudem ist ihr unangenehm, wie abhängig Rue von ihr zu sein scheint. Sie verrät Rue schließlich von ihrer Nacht mit Cal, was diese nicht wirklich kümmert, worauf Jules verärgert reagiert. Als sich Rue mit Ali trifft, sagt dieser ihr, dass ihre Beziehung mit Jules wahrscheinlich keine Zukunft hat, was diese zutiefst verunsichert. Rue beschließt daraufhin, ihre alte Freundschaft mit Lexi wieder aufleben zu lassen, weswegen sie sie einlädt, mit ihr und Jules auf eine Rollschuhbahn zu gehen. Derweil trifft sich Cassie regelmäßig mit Daniel, beendet aber ihre lose Verbindung, da sie immer noch mit McKay liiert ist. Dieser entschuldigt sich bei ihr für sein Verhalten auf dem Rummelplatz. Kat behandelt Ethan kaltherzig, was ihn verwirrt, später hat sie Sex mit einem Angestellten in einem Mall-Geschäft. Cal scheint langsam zu realisieren, dass seine flüchtigen Affären sowohl mit Männern als auch mit Frauen sein Familienleben gefährden könnten. |           |                           |                                                              |                      |                                       |                    |              |
| 6 | 6         | Nächste Episode           | The Next Episode                                             | 21. Juli 2019        | 30. Okt. 2019                         | Pippa Bianco       | Sam Levinson |
| McKay wird als Junge von seinem Vater dazu gedrängt, der Beste im Football zu sein und seine wahren Gefühle zu unterdrücken, was bei ihm später zu Versagensängsten führt, zudem wird er auf dem College oft unter Gruppenzwang gesetzt. In der Gegenwart geht er mit Cassie zu einer Halloween-Feier seiner Studentenverbindung. Bei einer Bizutage wird er von einigen seiner Kommilitonen gedemütigt, indem sie mit ihm vorgetäuschten trockenen Sex haben und ihn McGay nennen. Er gibt vor, dass ihm dies gleichgültig sei, und hat wenig später sehr harten Sex mit Cassie, was für sie äußerst schmerzhaft ist. Währenddessen wird Nate, der sich immer noch regelmäßig mit Maddy im Motel trifft, vorübergehend vom Unterricht suspendiert. Er bricht bei Tyler ein und drängt ihn dazu, zu behaupten, dass er Maddy gewürgt hat. Zudem erpresst er Jules, damit sie seine Aussage gegenüber der Polizei bestätigt. Rue entschuldigt sich bei Fezco für ihren Streit. Einige Tage später, auf einer weiteren Halloween-Party, die von Daniel veranstaltet wird, versucht dieser, Cassie zu verführen. Als sie darauf nicht eingeht, beleidigt er sie und behauptet, dass er sich wie die meisten Männern nur mit ihr getroffen hat, um Sex zu haben. Kurz darauf fällt Cassie entsetzt auf, dass ihre Periode überfällig ist. Kat behandelt Ethan immer noch unhöflich, willigt aber zu Oralsex ein. Als Ethan daraufhin kurz im Bad verschwindet, weil er einen vorzeitigen Samenerguss hatte, verlässt Kat die Party. Auf der Feier wundert sich Rue, weil sich Jules für sie sehr ungewöhnlich launisch verhält. Jules betrinkt sich und springt in den Swimmingpool, wobei Rue von ihr hineingezogen und geküsst wird. Nate und Maddy tauchen unter dem Applaus der anderen Anwesenden auf der Feier auf, worauf Jules erschrocken reagiert, was Rue äußerst verdächtig vorkommt. Sie gerät deswegen in Streit mit Jules. |           |                           |                                                              |                      |                                       |                    |              |
| 7 | 7         | Hellwach                  | The Trials and Tribulations of Trying to Pee While Depressed | 28. Juli 2019        | 6. Nov. 2019                          | Sam Levinson       | Sam Levinson |
| Als Cassie ein junges Mädchen ist, streiten sich ihre alkoholkranke Mutter Suze und ihr Vater Gus ständig, weswegen sie sich scheiden lassen. Nach ihrem erbitterten Trennungskonflikt fällt Gus in ein tiefes Loch, da er der Drogensucht verfällt und deswegen schließlich in Armut lebt. Kurz nachdem Cassie in die Pubertät kommt, wird sie von mehreren männlichen Verwandten körperlich bedrängt, was sie schwer verstört. In den Folgejahren hat sie mehrere sexuelle Beziehungen, in denen sie von ihren Partnern ausgenutzt wird, unter anderem von einem Mann, der ein Sexvideo von ihnen dreht und ins Internet stellt. In der Gegenwart bestätigt sich das, was sie schon geahnt hatte: Sie ist schwanger. Sie weiß nicht, wie sie McKay dies und auch ihre flüchtige Affäre mit Daniel beichten soll. Als sie sich schließlich doch überwindet und ihm eröffnet, dass er bald Vater wird, ist McKay vollkommen überfordert und legt ihr nahe, das Kind abtreiben zu lasen. Derweil ist Kat verärgert, da sie auf seiner Halloween-Feier Sex mit ihrem Ex-Freund Daniel hatte, der sich an diese Beziehung jedoch nicht erinnern will. Kurz darauf streitet sie sich mit Maddy, die ihr vorwirft, sich vollkommen zum Schlechten verändert zu haben. Dies verunsichert Kat so sehr, dass sie sich während einer Webcam-Präsentation unwohl fühlt und diese vorzeitig abbricht. Währenddessen hat Rue aufgrund der nach ihrem Streit erfolgten kurzzeitigen Trennung von Jules mit ihrer bipolaren Störung zu kämpfen und sie zwischen Manien und schweren Depressionen schwankt. Aufgrund letzterer ist sie nicht einmal in der Lage, das Bett zu verlassen und zu urinieren. Sie trifft sich mit Fezco und bittet ihn, Nate einzuschüchtern, da sie ahnt, dass er etwas mit Jules’ merkwürdigem Verhalten auf der Halloween-Feier zu tun hat. Dies hat zur Folge, dass Fezco von Nate wegen seines Drogenhandels bei der Polizei gemeldet wird, die bald darauf an seiner Haustür klingelt. Deswegen spült er zusammen mit seinem zehnjährigen Bruder Ashtray panisch seinen Drogenvorrat die Toilette herunter. Cal wundert sich, wie sein Sohn den Verdacht der Körperverletzung so schnell von sich wenden konnte. Unterdessen fühlt sich Jules einsam, weswegen sie in ihre Heimatstadt fährt. Dort besucht sie TC, eine Freundin von ihrer alten Schule. Sie trifft auf TCs Mitbewohnerin Anna. Die beiden schlafen im Rausch miteinander, Jules hat dabei sowohl Halluzinationen von Rue als auch von Nate. Danach schreibt sie eine Textnachricht an die langsam genesende Rue, wie sehr sie sie vermisst habe. |           |                           |                                                              |                      |                                       |                    |              |
| 8 | 8         | Und diese ganze Wut       | And Salt the Earth Behind You                                | 4. Aug. 2019         | 6. Nov. 2019                          | Sam Levinson       | Sam Levinson |
| Während Rue aufgrund ihres Harnverhalts mit einer Niereninfektion im Krankenhaus liegt, kehrt Jules wieder in die Stadt zurück, die beiden versöhnen sich am Krankenbett. Derweil trennt sich Cassie von McKay und entscheidet sich für einen Schwangerschaftsabbruch, Fezco bricht bei einem Mann ein, der Mouse mit Drogen versorgt, und raubt ihn aus, um seine Schulden bei Mouse zu begleichen. Nach einer anschließenden Konfrontation mit Mouse bei der Geldübergabe ist nicht klar, was mit Fezco passiert. Unterdessen hat Nate beim Sex mit Maddy Schwierigkeiten mit seiner Potenz, weswegen sie ihn im Streit fragt, ob er homosexuell sei, was er in Rage bestreitet. Bei einem Football-Spiel versagt er als Quarterback und erleidet nach einer heftigen Auseinandersetzung mit seinem Vater einen Nervenzusammenbruch, während der er seinen Kopf auf einen Tisch und den Boden schlägt. Maddy stiehlt kurz darauf ein Sex-Video von Cal und sieht es sich an, was sie entsetzt zurücklässt. Danach trennt sie sich von Nate, weswegen er mit Natalie, einer Cheerleaderin, auf den Winterball geht. Dort tanzt Maddy mit einem Mitschüler, um Nate eifersüchtig zu machen, später sagt sie ihm, dass eine erneute Beziehung beiden nicht gut tun würde. Auf dem Ball geht Kat auf Ethan zu und entschuldigt sich unter Tränen für ihr Verhalten der letzten Wochen. Er vergibt ihr, die beiden verlassen zusammen den Ball und gehen aus. Währenddessen flirtet Jules mit Anna per SMS und sagt Rue, dass sie sich sexuell gerne weiterentwickeln würde. Später gesteht Jules ihr, dass sie sowohl in sie als auch in Anna verliebt wäre. Kurz darauf konfrontiert Rue Nate wegen der polizeilichen Hausdurchsuchung bei Fezco und seiner Chats mit Jules. Sie droht ihm, Cals Affären öffentlich zu machen, Nate reagiert darauf, indem er Jules Untreue verspottet. Danach fragt Rue Jules spontan, ob sie zusammen mit ihr die Stadt verlassen will. Am Bahnhof macht sie aber im letzten Moment einen Rückzieher, worauf Jules alleine wegfährt. Rue geht niedergeschlagen nach Hause, dabei erinnert sie sich an den Tag, an dem ihr Vater starb. Es stellt sich zudem heraus, dass der Kapuzenpullover, den sie die ganze Staffel über oft getragen hat, ihrem toten Vater gehörte. Sie nimmt erneut Drogen und hat einen heftigen Rückfall, bei dem sie im Rausch mehrere lebhafte Halluzinationen hat. In der letzten Halluzination fällt sie am Ende einer Gesangs-Sequenz in die Arme von Kapuzenpullover tragenden Personen.                                                                            |           |                           |                                                              |                      |                                       |                    |              |

### Spezialfolgen
| Nr. (ges.) | Nr. (St.) | Deutscher Titel             | Originaltitel                                    | Erstausstrahlung USA | Deutschsprachige Erstausstrahlung (D) | Regie        | Drehbuch                      |
| --- | --------- | --------------------------- | ------------------------------------------------ | -------------------- | ------------------------------------- | ------------ | ----------------------------- |
| 9 | 1         | Kein Kummer währt ewig      | Trouble Don’t Last Always (Part 1: Rue)          | 4. Dez. 2020         | 7. März 2021                          | Sam Levinson | Sam Levinson                  |
| Jules wird von Rue in ihrem gemeinsamen New Yorker Appartement glücklich verliebt aufgeweckt. Jules will gerade mit ihrem Portfolio selbst angefertigter Modezeichnungen gehen, als sich herausstellt, dass dies ein Tagtraum Rues ist. Sie zerbröselt am Weihnachtsabend auf der Toilette in Frank’s Restaurant eine Tablette und konsumiert das Pulver durch die Nase. Anschließend beginnt sie in ihrer Nische mit dem ihr gegenüber sitzenden Ali ein Gespräch. Sie behauptet, drogenfrei zu sein und mit der Trennung von Jules gut klarzukommen, allerdings merkt Ali sofort, dass dies nicht der Wahrheit entspricht. Er bekräftigt ihr, dass sie noch jung sei und es für sie Hoffnung gebe, trotz Hindernissen clean zu werden. Als er sie nach dem Grund ihres Rückfalls fragt, antwortet sie unter anderem, dass sie, anders als es das Entzugs-Programm rät, nicht einer höheren Macht vertrauen kann, da sie Atheistin ist. Sie fragt Ali, warum manche Leute Katastrophen überleben, ihr Vater aber jung an Krebs verstarb. Ali antwortet, nicht auf alles eine Antwort zu haben, diese Macht müsse auch nicht unbedingt Gott sein. Anschließend geht er kurz raus, um zu rauchen und mit seinen Töchtern zu telefonieren, die bei seiner Ex-Frau leben. Danach wird erläutert, dass Ali vor seiner Konversion zum Islam Martin hieß, als Feuerwehrmann arbeitete und nach zwölf Jahren Kokain-Abstinenz eineinhalb Jahre lang wieder Drogen nahm, seit sieben Jahren aber clean ist. Anschließend erklärt die Kellnerin Miss Marsha, seit 17 Jahren drogenfrei zu sein. Sie lebt nach der Devise ihrer Großmutter, wonach Kummer nicht ewig andauere. Außerdem konnte sie während ihres Entzugs keine Beziehung anfangen, da sie sich auf ihre Gesundheit fokussieren musste, wodurch das Gespräch auf Rues Trennung fällt. Rue erklärt Ali, dass Jules Schuld an ihrem Rückfall habe. Ali hält entgegen, dass sich Rue noch während ihrer Beziehung Tabletten besorgt hatte. Rue ignoriert dies und argumentiert, von Jules betrogen worden zu sein. Ali fragt Rue, ob sie mit Jules je über ihre Wünsche für die Beziehung geredet habe. Als sie verneint, erklärt Ali, dass Kommunikation in Beziehungen mit das Wichtigste sei. Schließlich gibt Rue ihre Schuldgefühle für ihr aggressives Verhalten gegenüber ihrer Mutter und Schwester zu. Ali tröstet sie mit den Worten, dass Drogen den Charakter veränderten und sie ihren Plan, sich ihrer Familie wegen zu ändern, verwirklichen wird, auch wenn Rue dies stark bezweifelt. In der letzten Einstellung sitzt Rue mit traurigem, geistesabwesendem Blick in die Ferne sehend in Alis Truck, während im Hintergrund Ave Maria zu hören ist. |           |                             |                                                  |                      |                                       |              |                               |
| 10 | 2         | So wunderschön wie das Meer | Fuck Anyone Who’s Not a Sea Blob (Part 2: Jules) | 22. Jan. 2021        | 7. März 2021                          | Sam Levinson | Sam Levinson & Hunter Schafer |
| Jules nimmt an ihrer ersten Therapiesitzung bei Dr. Mandy Nichols teil. Sie reflektiert das Bild ihrer Identität und Sexualität sowie ihr Streben nach Glück, wobei sie es immer noch zutiefst bereut, Rue am Bahnhof zurückgelassen zu haben. Diese sei die einzige Person, die Jules so betrachtet habe, wie sie wirklich ist, die meisten Frauen würden andere Frauen bei der ersten Begegnung begutachten und schließlich in ihre persönliche Hierarchie einordnen. Gleichzeitig beschreibt Jules es als Belastung, dass Rues Nüchternheit davon abhängig sei, wie sehr sie ihr zur Verfügung stehe. Außerdem weiß sie nicht, welchen Platz sie in Rues Leben einnimmt, weil diese sich trotz ihrer Versuche zur Kontaktaufnahme nicht mehr gemeldet hat. In Rückblenden wird erklärt, dass Jules früher eine ähnliche Erfahrung mit ihrer Mutter Amy gemacht hat. Diese verließ Jules und ihren Vater aufgrund ihrer Alkoholabhängigkeit. Als Amy sich nach einem erfolgreichen Entzug bei Jules entschuldigen wollte, wies diese sie ab. Nachdem Amy einem Gespräch zwischen ihrer Tochter und ihrem Ehemann zuhörte, wonach Jules ihr nie verzeihen werde, erlitt sie einen Rückfall und wurde erneut ins Krankenhaus eingeliefert. Dies geschah kurz vor der Halloweenparty, weswegen sich Jules ab diesem Zeitpunkt vermehrt abweisend gegenüber Rue verhielt. Dr. Nichols erkennt gewisse Parallelen zwischen der emotionalen Beziehung von Jules zu ihrer Mutter und Rue. Gleichzeitig drückt Jules Bedauern darüber aus, dass sie nach wie vor in Tyler verliebt sei, die Online-Identität, die sich Nate in der Datingapp aufgebaut hatte, die auch Jules nutzt. Das Sexting mit Nate sei ihre beste sexuelle Erfahrung überhaupt gewesen, was durch eine Fantasie-Sequenz unterstrichen wird, in der Jules mit Tyler Sex hat, der sich irgendwann in Nate verwandelt und sie auffordert, ihn nicht anzusehen. Jules erwägt die Absetzung einiger ihrer Hormonersatzpräparate, da sich das Bild ihrer eigenen Sexualität gewandelt habe und sie nicht mehr einfach nur dem Ideal entsprechen wolle, das ihrer Meinung nach die meisten Männer von einer Frau erwarten würden. Nachdem sie zu Hause angekommen ist, kommt unerwartet Rue in ihr Zimmer. Jules versucht sich bei ihr dafür zu entschuldigen, sie am Bahnhof zurückgelassen zu haben. Rue ist mit der Situation überfordert, wünscht ihr lediglich frohe Weihnachten und macht sich auf den Weg zu Ali, worauf Jules in ihrem Bett bestürzt in Tränen ausbricht. |           |                             |                                                  |                      |                                       |              |                               |

### Staffel 2
| Nr. (ges.) | Nr. (St.) | Deutscher Titel                    | Originaltitel                                               | Erstausstrahlung USA | Deutschsprachige Erstausstrahlung (D) | Regie        | Drehbuch     |
| --- | --------- | ---------------------------------- | ----------------------------------------------------------- | -------------------- | ------------------------------------- | ------------ | ------------ |
| 11 | 1         | Nicht ganz normal                  | Trying to Get to Heaven Before They Close the Door          | 9. Jan. 2022         | 23. März 2022                         | Sam Levinson | Sam Levinson |
| In einer Rückblende wird die Vergangenheit von Fez erzählt. Er wurde als Kind von seiner Oma aufgezogen, die mit Drogen dealte und den jungen Fez so bereits im Kindesalter an ein Leben voller Gewalt und Kriminalität heranführte. In dieser Zeit stieß auch Ashtray als Baby zu ihnen, der fortan wie ein Bruder Teil von der Familie wurde. Seit einem durch Rausch verursachten Sturz pflegt Fez seine ans Bett gebundene Oma in seiner Wohnung. Nach der Konfrontation zwischen Fez und Mouse am Ende der ersten Staffel, bei der Mouse Geld von Fez eintreiben wollte, das jedoch Blutspritzer aufweist, greift Ashtray ein und erschlägt Mouse und seinen Begleiter mit einem Hammer. Am Silvesterabend fahren Fez, Ashtray und Rue zu einer neuen Dealerin. Dort werden sie zunächst unter Gewaltandrohung gezwungen, sich vollständig zu entkleiden, um zu beweisen, dass sie nicht für die Polizei verkabelt wurden. Nach einer lebensbedrohlichen Konfrontation zwischen dem Wortführer der Dealerin und Rue, die unter starkem Drogeneinfluss steht, beruhigt sich die Lage und Fez kann eine große Menge an Drogen kaufen. Unterdessen trifft die betrunkene Cassie, die von Lexi nach einem Streit ausgesetzt wurde, auf Nate, der ihr anbietet, sie zur Party zu fahren. Dort feiern zahlreiche Schülerinnen und Schüler der East Highland High School ins neue Jahr hinein. Die beiden haben Sex im Badezimmer, bevor sie Maddy durch Klopfen an die Badezimmertür unterbricht. Nur mit Glück können sie vermeiden, von Maddy ertappt zu werden. Lexi freundet sich auf der Party mit Fez an, dem sie ihre Nummer gibt. Rue trifft auf der Suche nach einem ruhigen Ort zur Drogeneinnahme auf Elliot, den sie dabei erwischt, ebenfalls Drogen zu nehmen. Die beiden finden schnell einen Draht zueinander, während Rue ihren durch die Drogen gefährlich gesunkenen Puls nur durch Einnahme von Adderall wieder anheben kann. Draußen trifft sie erstmals seit ihrem Abschied am Bahnhof vor Weihnachten und ihr kurzes Wiedersehen am Weihnachtsabend auf Jules. Rue erzählt ihr, dass sie in der Nacht des Winterballs rückfällig wurde. Wenig später küssen sie sich, werden aber schon bald unterbrochen, als Fez unvermittelt Nate angreift und ihn blutig schlägt, bis ihn andere Partygäste von ihm trennen können. |           |                                    |                                                             |                      |                                       |              |              |
| 12 | 2         | Liebe dich selbst                  | Out of Touch                                                | 16. Jan. 2022        | 23. März 2022                         | Sam Levinson | Sam Levinson |
| Nate hat Fez' Angriff überlebt und erholt sich im Krankenhaus von seinen schweren Gesichtsverletzungen. Sein Vater drängt ihn dazu, den Namen seines Angreifers zu verraten, Nate weigert sich jedoch. Er bekommt in der Klinik Besuch von Cassie, die seit ihrer Abtreibung unter Depressionen leidet und zudem allgemein verunsichert ist, da sie lange nicht mehr ledig war. Obwohl Cassie weiß, dass Maddy immer noch Gefühle für ihn hegt, besucht sie weiterhin Nate, der sich bereits eine Zukunft mit Cassie ausmalt und sie mittels ihrer Schuldgefühle manipuliert, damit sie die neue Beziehung nicht beendet. Unterdessen ist Jules auf die Verbindung zwischen Rue und Elliot eifersüchtig, den diese beim Drogenkonsum auf der Neujahrsparty kennen gelernt hatte. Jules ahnt nicht, dass die beiden während ihrer Treffen regelmäßig zusammen Drogen konsumieren. Rue erzählt Elliot bei einem ihrer Treffen vom Tod ihres Vaters. Während ihrer Therapie hätten viele einen Zusammenhang zwischen ihrem Verlust und ihrer Sucht herstellen wollen. Als Rue in den Raum stellt, vermutlich auch ohne seinen Tod in die Drogenabhängigkeit geraten zu sein, erwidert Elliot, dass es manchmal eben keinen singulären Grund für bestimmte Dinge gebe. Obwohl beide merken, einen schlechten Einfluss aufeinander zu haben, wollen sie sich auch in Zukunft treffen. Derweil verliert Kat langsam das Interesse an Ethan, obwohl die beiden miteinander eigentlich glücklich sind. Kat merkt schließlich, dass dies nicht an ihm, sondern ihrem eigenen niedrigen Selbstwertgefühl liegt. Sie hatte lediglich ein durch ihre Internet-Berühmtheit hervorgerufenes falsches Gefühl von Selbstbewusstsein, was sich in imaginären Influencern manifestiert, die ihr in ihrem Zimmer phrasenhafte Ratschlägen zur Selbstliebe erteilen. Cal stellt unterdessen Nachforschungen an, um herauszufinden, wer für den Angriff auf seinen Sohn Nate verantwortlich war. Nachdem er Cassie unter Druck setzt und diese ihm die Wahrheit erzählt, sucht er Fez in dessen Laden auf. Dort versucht er, diesen einzuschüchtern, was ihm jedoch nicht wirklich gelingt, während Lexi die bedrohliche Konfrontation der beiden beobachtet. Cal kehrt daraufhin nach Hause zurück und erwartet Antworten von Nate, wieso er von einem Drogendealer verprügelt wurde. Nate eröffnet ihm, von seinen zahlreichen auf Video aufgenommenen Affären – darunter mit Jules – zu wissen. Maddy hatte eine DVD davon im vergangenen Jahr bei Nate gefunden und sich eine Kopie der Aufnahmen gezogen. Auf die Frage, ob er im Besitz dieser DVD sei, antwortet er nicht. |           |                                    |                                                             |                      |                                       |              |              |
| 13 | 3         | Wahrheit oder Pflicht              | Ruminations: Big and Little Bullys                          | 23. Jan. 2022        | 30. März 2022                         | Sam Levinson | Sam Levinson |
| In einer Rückblende wird Cals Jugend näher behandelt. Er führt in seinem letzten Jahr auf der High School zwar eine Beziehung zu seiner zukünftigen Ehefrau Marsha, fühlt sich aber auch zu seinem Freund Derek hingezogen. Eines Tages gesteht er Derek schließlich seine Gefühle, die dieser auch erwidert, allerdings erfährt Cal kurz darauf, dass Marsha ungeplant schwanger ist. Er beschließt deswegen, sie zu heiraten und seine sexuelle Orientierung vor ihr zu verbergen. In der Gegenwart ist Rue damit beschäftigt, ihren Drogenvorrat vor Jules und Gia zu verstecken, während sich Jules und Elliot langsam besser verstehen. Als Rues Vorrat aufgebracht ist, überzeugt sie die Dealerin Laurie mit dem falschen Versprechen, die Drogen weiterverkaufen zu werden, ihr einen neuen Nachschub im Wert von 10.000 Dollar zu beschaffen. Weil Ali nach einem NA-Meeting Verdacht schöpft und Rue konfrontiert, beleidigt ihn diese, woraufhin er seine Tätigkeit als Mentor beendet. Unterdessen distanziert sich Cassie aufgrund ihrer Beziehung zu Nate immer mehr von ihrer Familie und Freunden, der ihr aber immer weniger Beachtung schenkt und sich stattdessen wieder Maddy zuwendet. Dies inspiriert Lexi dazu, ihre Wut über Rue, Cassie und ihre eigene Introversion zu einem Theaterstück zu verarbeiten, das sie in der Schule vortragen will. Unterdessen beobachtet Cal den Wohnort von Fez, da er die DVD in dessen Haus vermutet. Allerdings wird er von Ashtray mit einer Schrotflinte bedroht und geschlagen, woraufhin Cal seine Affäre mit Jules gesteht und gleichzeitig von der Beziehung zwischen ihr und seinem Sohn erfährt. Fez lässt ihn schließlich unter der Bedingung gehen, nicht nach Rache gegen ihn, Rue oder Jules zu sühnen. |           |                                    |                                                             |                      |                                       |              |              |
| 14 | 4         | Das Beste, was mir je passiert ist | You Who Cannot See, Think of Those Who Can                  | 30. Jan. 2022        | 30. März 2022                         | Sam Levinson | Sam Levinson |
| Obwohl Rue Jules liebt und ihre Beziehung mit berühmten realen wie fiktiven Liebespaaren wie John Lennon und Yoko Ono oder Ennis und Jack vergleicht, empfindet sie aufgrund ihres Rauschzustands beim Sex keinerlei Erregung. Als die beiden eines Nachts zusammen mit Elliot während einer Partie Wahrheit oder Pflicht Alkohol stehlen und knapp entkommen, geraten Rue und Jules in Streit, als erstere ebenfalls trinkt. Rue wirft Jules und Elliot vor, im Hintergrund bleiben zu müssen, während diese Spaß haben und sich betrinken. Sie geht schließlich, nimmt zu Hause Drogen und trifft während einer Halluzination auf ihren verstorbenen Vater. Unterdessen trennt sich Cassie von Nate, als sie von seiner Beziehung mit Maddy erfährt. Einige Tage später veranstalten die Howards für Maddy eine Geburtstagsfeier, auf der Kat Maddy gesteht, Ethan nicht wirklich zu lieben und von ihrer Freundin den Rat erhält, ihren Gefühlen zu folgen. Als Nate erscheint, betrinkt sich Cassie, zieht sich für ihn aufreizend an und erbricht schließlich im Whirlpool. In der Zwischenzeit betrinkt sich auch Cal und sucht seine ehemalige Stamm-Schwulenbar auf. Als er dort abgewiesen wird, uriniert er in seinem Haus und wird von seiner Familie gesehen. Er wirft ihnen vor, aufgrund ihrer entsetzten Reaktion auf seine Affären Heuchler zu sein, da sie selbst schwerwiegende Geheimnisse hätten. Nachdem er Nate als seinen größten Fehler bezeichnet, verlässt Cal seine Familie, die er für seine Probleme verantwortlich macht. Schließlich gesteht Elliot Jules, zusammen mit Rue regelmäßig Drogen zu nehmen. Obwohl Jules darauf entsetzt reagiert, schlafen sie und Elliot wenig später miteinander. |           |                                    |                                                             |                      |                                       |              |              |
| 15 | 5         | Was hast du getan?                 | Stand Still Like the Hummingbird                            | 6. Feb. 2022         | 6. Apr. 2022                          | Sam Levinson | Sam Levinson |
| Nachdem Jules Leslie von Rues Rückfall erzählt, spült diese den Drogenvorrat ihrer Tochter die Toilette runter. Als Leslie, Jules und Elliot Rue wenig später zur Rede stellen, zerstört diese in einem Wutanfall zunächst mehrere Möbel, greift ihre Familie heftig verbal an und kündigt Jules sowie Elliot die Freundschaft. In einem kurzen Moment der Reue inmitten von Stimmungsschwankungen stimmt sie ihrer Mutter zu, sich von ihr erneut in eine Entzugsklinik bringen zu lassen. Rue verlässt jedoch noch während der Fahrt das Auto und flüchtet durch die Stadt. Durch ihre Entzugserscheinungen stark geschwächt kommt sie schließlich bei den Howards an, wo sie Medikamente und Schmuck stiehlt, um Laurie die verlorenen Drogen zu bezahlen. Dort wird sie von Leslie gefunden, die mit Suze, Lexi, Cassie, Maddy und Kat eine Intervention startet. Während dieser ist Rue von Cassies Ratschlägen genervt, weswegen sie deren Beziehung zu Nate preisgibt. Dies verursacht einen heftigen Streit zwischen Cassie und Maddy, den die anderen zu schlichten versuchen und Rue die Möglichkeit zur Flucht gibt. Sie kommt zunächst bei Fez unter, der sie allerdings rauswirft, als sie die Medizin seiner Großmutter zur Linderung ihrer Entzugserscheinungen verwenden will. Nachdem sie in einem fremden Haus einbricht, von den Eigentümern beim Diebstahl erwischt und von der Polizei verfolgt wird, landet sie schließlich bei Laurie. Diese gibt ihr in der Badewanne intravenöses Morphium und macht ihr klar, dass sie ihre Schulden in bar begleichen muss – etwa durch Prostitution. Rue erinnert sich währenddessen an glückliche Momente mit ihrem Vater sowie dessen Beerdigung. Am nächsten Morgen kann Rue schließlich aus der abgeschlossenen Wohnung fliehen und kehrt nach Hause zurück, wo Leslie bereits auf sie wartet. |           |                                    |                                                             |                      |                                       |              |              |
| 16 | 6         | Du machst mir Angst                | A Thousand Little Trees of Blood                            | 13. Feb. 2022        | 6. Apr. 2022                          | Sam Levinson | Sam Levinson |
| Rue kämpft zu Hause weiter mit den Entzugserscheinungen. Als diese ein wenig nachlassen ruft sie Ali an, um ihn um Entschuldigung zu bitten. Ali akzeptiert diese und besucht Rue und ihre Familie. Nachdem er und Gia Essen gekocht haben, können sie beim gemeinsamen Abendbrot einen Hauch von Normalität genießen. Rue beteuert dabei erneut, dass sie clean werden wolle. Ali tröstet Gia und versichert ihr, dass es ihr erlaubt sei, wütend auf Rue zu sein und an ihrem Versprechen zu zweifeln. Unterdessen trennt sich Ethan von Kat, nachdem diese ihn bezüglich ihrer eigenen Gefühle angelogen hat. Lexie erzählt Fez von ihren Zweifeln bezüglich des von ihr geschriebenen Theaterstücks. Er unterstützt sie und die beiden kommen sich etwas näher. Custer deutet Faye gegenüber an, mit der Polizei zusammenzuarbeiten, um Fez und Ashtray des Mordes an Mouse zu überführen. Cassie ist durch das Auffliegen ihrer Affäre mit Nate schwer belastet. Sie gerät immer wieder in Streit mit ihrer Schwester Lexie und ihrer Mutter Suze. Nate belastet die Situation dagegen kaum, er genießt die gewonnene Freiheit durch die Abwesenheit seines Vaters. Er sorgt sich jedoch um sein Erbe, wenn herauskommen sollte, dass sein Vater ein pedophiler Sexualstraftäter ist. Mit einem im Schreibtisch seines Vaters gefundenen Revolver fährt er zu Maddy und bedroht diese. Sie gibt ihm schließlich die DVD mit den Aufnahmen seines Vaters, welche Nate wenig später Jules überreicht. Er entschuldigt sich bei ihr und beteuert, dass seine Nachrichten als Tyler ihr gegenüber immer ernst gemeint waren, was Jules gleichermaßen erwidert. Nate ruft anschließend Cassie an und überzeugt sie, bei sich einzuziehen. Rue drückt Gia ihr Bedauern aus, dass sie eigentlich gar nichts über ihr Leben wisse. Gia verspricht Rue, ihr mehr davon zu erzählen, sobald sie aus der Entzugsklinik entlassen werde. Als die beiden eingeschlafen sind, erhält Leslie einen Anruf der Klinik. Unter Tränen wird der um Hilfe flehenden Mutter mitgeteilt, dass es derzeit keinen Therapieplatz für ihre suizidgefährdete Tochter gebe. |           |                                    |                                                             |                      |                                       |              |              |
| 17 | 7         | Blick nicht zurück                 | The Theater and It’s Double                                 | 20. Feb. 2022        | 13. Apr. 2022                         | Sam Levinson | Sam Levinson |
| Lexi ist vor der Aufführung ihres Stücks nervös. Obwohl sie das Ensemble bei den Proben souverän anweist, hat sie Angst, ihre Freunde durch das Stück verletzen zu werden. In dieser Zeit führt sie lange Telefonate mit Fez, der es schafft, ihr Mut zu machen. Er verspricht, beim Stück anwesend sein zu werden, weswegen sie ihm den „besten Platz“ reserviert. Rue und Jules gehen sich seit der Intervention aus dem Weg. Leslie erzählt Rue, sich zukünftig vermehrt um Gia kümmern zu wollen. Maddy fühlt sich betrogen und möchte die East Highland High School verlassen. Jules verbrennt die CD mit der Aufnahme von ihr und Nates Vater. Am Tag der Aufführung bekommt Fez Besuch von Custer, den Ashtray äußerst verdächtig findet. Lexi sieht sich vor der Premiere mehrmals nach Fez um, der aber nirgends zu sehen ist. Schließlich fängt das Stück an, dem die Schüler- und Lehrerschaft und all ihre Freunde beiwohnen. In diesem wird zunächst Lexis und Rues Freundschaft porträtiert. Während sie früher zusammen viel unternahmen, haben sie sich nach dem Tod von Rues Vater aufgrund deren Drogensucht auseinandergelebt, woran auch Lexis Vortrag von Rilkes Gedicht Stiller Freund der vielen Fernen, fühle beim Begräbnis nichts ändern konnte. Durch das Stück bedankt sich Lexi jedoch indirekt bei Rue, die ihr, die in der Vergangenheit große Probleme mit ihrem Außenseitertum hatte, Selbstvertrauen gegeben und ihr Leben so positiv geändert habe. Als nächstes wird Cassie porträtiert. Sie interessierte sich in der Pubertät nie für ihre Schwester und lernte in der neunten Klasse mit Maddy eine Seelenverwandte kennen. Als sich Maddys Eltern immer häufiger stritten, fand diese Zuflucht bei den Howards. Später beklagt sich Maddy im Stück über Nate, der sie sehr schlecht behandelte und nun Sex mit ihrer besten Freundin habe. Wie sich herausstellt, hat Nate Cassie zudem überredet, Maddys Frisur und Kleidungsstil zu kopieren, inklusive einer Halskette, die er Maddy einst zum Geburtstag schenkte. Schließlich mimt Ethan im letzten Akt Nate. Dabei karikiert er in einer homoerotischen Tanzchoreografie zu Bonnie Tylers Holding Out for a Hero die stereotypischen Jocks des Footballteams und ihre toxische Maskulinität. Während die Zuschauer die Darbietung frenetisch bejubeln, stürmt Nate erzürnt aus dem Saal und trennt sich von Cassie, worauf diese erbost zurück in die Aula schaut. |           |                                    |                                                             |                      |                                       |              |              |
| 18 | 8         | Zeit zu gehen                      | All My Life, My Heart Has Yearned for a Thing I Cannot Name | 27. Feb. 2022        | 13. Apr. 2022                         | Sam Levinson | Sam Levinson |
| In einer Rückblende gesteht Custer Fez, dass Mouses Leiche gefunden wurde. Während Faye versucht, Laurie den Mord anzuhängen, sticht Ashtray Custer in den Hals. Danach erstickt Fez den Sterbenden mit seiner Hand und entsorgt dessen eingeschaltetes Handy in einem Getränkebecher. Kurz darauf verbarrikadiert sich Ashtray im Bad und liefert sich eine Schießerei mit der Polizei. Während dieser wird Fez getroffen und bleibt schwer verletzt liegen. Als ein Polizist das Bad betritt, schießt Ashtray diesen nieder und wird seinerseits von dessen Kollegen erschossen. Unterdessen streitet sich Cassie auf der Schulbühne heftig mit Lexi und greift die Darstellerin an, die sie im Stück imitierte. Daraufhin wird sie von Maddy in den Schulflur gejagt und verprügelt. Nachdem sich die aufgebrachte Lexi im Backstage-Bereich beruhigt hat, werden sie und das Ensemble vom Publikum begeistert empfangen. In einer erneuten Rückblende dankt Rue Elliot dafür, sie zum Entzug motiviert zu haben, worauf er ihr ein selbstkomponiertes Lied vorsingt, das sie tief bewegt. Auf der Toilette gesteht Cassie Maddy, von Nate verlassen worden zu sein, worauf diese erwidert, dass dies erst der Anfang sei. Derweil macht sich Nate mit seinem Revolver auf den Weg zu seinem Vater. Nate erklärt Cal, im Alter von elf Jahren dessen Sex-Videos gefunden und danach unter schweren Albträumen gelitten zu haben. Nachdem sich Cal vergeblich bei Nate entschuldigt, präsentiert dieser ihm einen USB-Stick mit allen Sexvideos seines Vaters und liefert ihn Sekunden später an die von ihm informierte Polizei aus. Nach dem Stück sucht Jules den Kontakt zu Rue und betont erneut, dass sie Rue liebt. Rue erwidert dies lediglich mit einem liebevollen Kuss auf ihre Stirn und lässt die weinende Jules in der leeren Aula zurück. Später besucht Rue Lexi und lobt sie für ihr Stück. Die beiden trösten sich gegenseitig, als sie an ihre Väter denken müssen, während Rue aus dem Off erklärt, das restliche Schuljahr lang clean geblieben zu sein. |           |                                    |                                                             |                      |                                       |              |              |

## Produktion

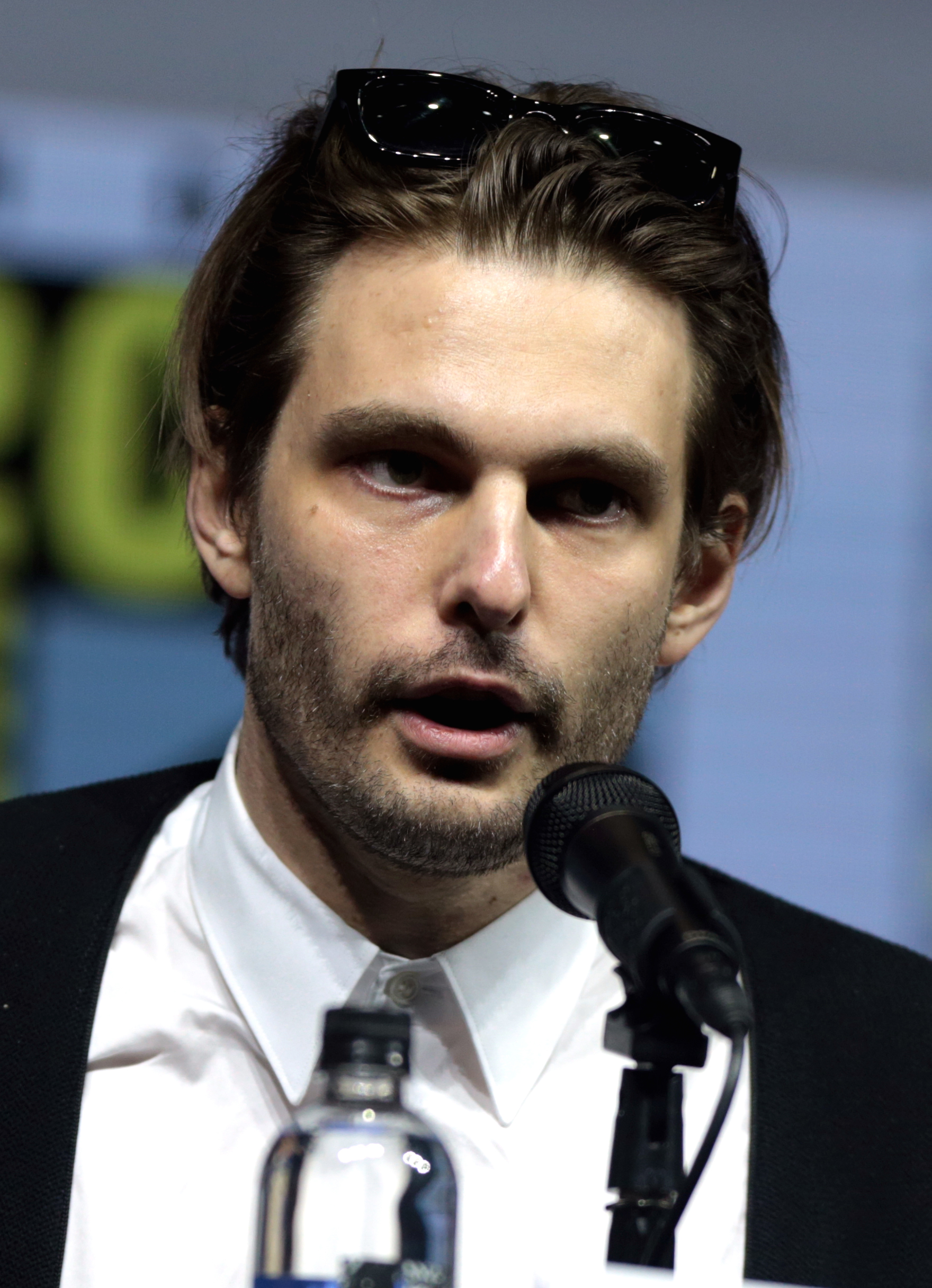
Serienschöpfer Sam Levinson auf der San Diego Comic-Con International, 2018

### Projektentwicklung und Vorproduktion
Der Pay-TV-Sender HBO bestätigte am 1. Juni 2017, dass in Zusammenarbeit mit dem Filmstudio A24 Television eine Adaption der israelischen Miniserie Euphoria (2012–2013) von Ron Leshem, Daphna Levin und Tmira Yardenivon unter dem gleichnamigen Namen geplant sei. Als Showrunner wurde der US-amerikanische Filmregisseur und Drehbuchautor Sam Levinson verpflichtet. Der Sohn des Filmregisseurs Barry Levinson wurde durch seine Regie- und Drehbucharbeiten der Filme Another Happy Day (2011) und Assassination Nation (2018) bekannt, war jedoch zuvor an keiner Serienproduktion beteiligt. Als Executive Producer war eine Vielzahl an Personen beteiligt, darunter Levinson, die Musiker Drake und Future the Prince, die Schöpfer der Vorlage Leshem, Levin und Yardeni sowie Lauren Santos, Ravi Nandan, Kevin Turen, Hadas Mozes Lichtenstein, Mirit Toovi, Yoram Mokadi und Gary Lennon. Das Drehbuch stammt ebenfalls von Levinson, der darin auch die eigenen Erfahrungen mit Drogensucht, Depressionen und Ängsten aus seiner Jugend mit einfließen ließ. Inspiration zog Levinson darüber hinaus etwa aus den Filmen Magnolia, Boogie Nights, Einer mit Herz, Die Passion der Jungfrau von Orléans und Willkommen im Leben.
Levinson ist der Hauptregisseur von Euphoria. Jeweils eine Folge der ersten Staffel wurde zudem von Jennifer Morrison und Pippa Bianco geleitet. Augustine Frizzell war Regisseurin der Pilotfolge, die am 13. März 2018 durch HBO angekündigt wurde. Ende Juli 2018 verkündete HBO, dass sie eine erste Staffel mit insgesamt acht Folgen bestellt hätten. Kurz nach Veröffentlichung der ersten Staffel verlängerte HBO Euphoria um eine zweite Staffel. Die Vorproduktion dieser war im März 2020 soweit fertiggestellt, dass die Dreharbeiten kurz bevorstanden. Sie mussten jedoch aufgrund der COVID-19-Pandemie zunächst für unbestimmte Zeit verschoben werden. Während dieser Zeit wurde das Drehbuch umfassend überarbeitet und zum Teil neu geschrieben. Im Oktober 2020 kündigte HBO die Veröffentlichung zweier Spezialfolgen an, die eine Brücke zwischen der ersten und zweiten Staffel schlagen. Die erste dieser Episoden mit dem Titel Trouble Don't Last Always knüpft direkt an das Ende der ersten Staffel an und zeigt das Weihnachtsfest der Hauptfigur Rue, während die zweite Spezialfolge Fuck Anyone Who's Not a Sea Blob die erste Therapiesitzung von Jules zeigt, in der sie die Ereignisse der ersten Staffel aus ihrer Sicht verarbeitet. Nach Ausstrahlung der ersten Hälfte der zweiten Staffel kündigte HBO an, die Serie um eine dritte Staffel verlängert zu haben.
Für die Hauptfigur Rue wurde die US-amerikanische Schauspielerin und Sängerin Zendaya gecastet, die als Kinderschauspielerin in den Disney-Serien Shake It Up – Tanzen ist alles (2010–2013) und K.C. Undercover (2015–2018) bekannt wurde, zuletzt jedoch auch in größeren Hollywoodfilmen wie Spider-Man: Homecoming (2017), Greatest Showman (2017) und Spider-Man: Far From Home (2019) auftrat. Viele der neben ihr ausgewählten Schauspielerinnen und Schauspieler waren zuvor weitgehend unbekannt. Für die Rolle Jules wurde beispielsweise die LGBT-Aktivistin und Model Hunter Schafer ausgewählt, auch für Angus Cloud (der den Drogendealer Fezco spielt) und Barbie Ferreira, die zuvor nur einen kleinen Kurzauftritt in der HBO-Serie Divorce hatte, ist Euphoria das Schauspieldebüt als tragende Darsteller. Weitere Hauptdarsteller sind Maude Apatow, Eric Dane, Alexa Demie, Jacob Elordi, Storm Reid, Algee Smith, Sydney Sweeney und Nika King. Für die zweite Staffel wurde für mindestens vier neue Figuren ein offenes Casting veranstaltet. Minka Kelly, Dominic Fike und Demetrius Flenory Jr. ergänzten das Ensemble ab der zweiten Staffel.

### Dreharbeiten
Für die Dreharbeiten der ersten Staffel zeichneten die Kameramänner Marcell Rév, Drew Daniels, Adam Newport-Berra und André Chemetoff verantwortlich. Gedreht wurde überwiegend im Süden des US-Bundesstaats Kalifornien. Originalschauplätze waren etwa das Del Amo Fashion Center und andere Orte in Torrance sowie die Los-Angeles-Stadtteile Sherman Oaks und Valley Glen, wo an der Ulysses S. Grant High School gedreht wurde. Die meisten Szenen wurden in den Sony Pictures Studios in Culver City gedreht. Dort entstand ein Großteil der Serie auf eigens gebauten Sets, darunter auch der gesamte Rummelplatz aus der vierten Folge. Für diesen wurden zunächst mehr als 700 Storyboards entworfen und diese im Studio auf einer Fläche von etwa 10.000 m² mit Fahrgeschäften aus Kalifornien und Arizona nachgebaut. Die Dreharbeiten dort dauerten sechs Tage. Für eine Szene, in der Rue Drogen nimmt und sich anschließend scheinbar das Haus um sie dreht, wurde der gesamte Gang auf einer Art kardanischen Aufhängung gebaut. Dieser dreht sich kontinuierlich um sie, während Rue vom Boden an die Wand und schließlich zur Decke und wieder zurück laufen kann, gefolgt von der statischen Kamera. Einen sehr ähnlichen Effekt verwendete Christopher Nolan für eine Traumsequenz in einem Hotel in seinem Film Inception. Im Gegensatz zu dieser Szene befanden sich bei Euphorias Sequenz auch zahlreiche Statisten im Raum, die mit Seilen am Boden befestigt wurden, sodass diese im Hintergrund scheinbar unberührt vom drehenden Raum sind.
Die romantischen Szenen und insbesondere die Sexszenen wurden mit Intimacy Coordinator Amanda Blumenthal inszeniert. Levinson legte bei den Dreharbeiten besonderen Wert darauf, den Drogenkonsum der Figuren zwar realistisch darzustellen, die Einnahme und die Folgen jedoch nicht zu verherrlichen oder zu beschönigen. Während Figuren üblicherweise ein gleichbleibendes Aussehen besitzen, unterscheidet sich das Make-up der meisten Figuren in Euphoria von Szene zu Szene, weshalb von Maskenbildnerin Doniella Davy hunderte Designs entworfen wurden. Viele davon wurden direkt von Levinson angestoßen, der das Make Up der Figuren nicht nur dazu nutzen wollte, die Figuren selbst zu individualisieren. Sie sollten auch deren jeweilige Stimmung und emotionale Entwicklung transportieren.
Die für das zweite Quartal 2020 geplanten Dreharbeiten der zweiten Staffel wurden wenige Tage vor Drehbeginn aufgrund der COVID-19-Pandemie auf zunächst unbestimmte Zeit verschoben. Die Dreharbeiten der zwei Spezialfolgen, die die erste und zweite Staffel verbinden, fanden unter Einhaltung strenger Sicherheitsbestimmungen und mit einer kleineren Crew statt, um trotz der Pandemie drehen zu dürfen. Anfang des Jahres 2021 konnten die Dreharbeiten zur zweiten Staffel wieder aufgenommen werden.
Am 4. Februar 2022 verlängerte HBO die Serie um eine dritte Staffel. Im September 2022 sagte Casey Bloys, CEO von HBO, dass die Serie nicht über vier Staffeln hinausgehen und nach der dritten Staffel enden könnte. Die Produktion der dritten Staffel begann im Februar 2023, mit den drehorten Dublin, London, New York City, Rom, Singapur und Warner Bros. Studios-Grundstücken in Burbank und Leavesden, und zielt auf eine Veröffentlichung Ende 2023 ab, aber laut einem Vogue-Interview mit Apatow sollten die Dreharbeiten in der zweiten Hälfte des Jahres 2023 beginnen. In einem Podcast sagte die Kostümbildnerin der Serie, Heidi Bivens, dass die Vorbereitungen im Mai 2023 beginnen und die Dreharbeiten im Juni 2023 beginnen würden. Die Produktion der dritten Staffel wurde durch den Streik der Writers Guild of America 2023 unterbrochen. Im Mai 2023 bestätigte HBO, dass die Staffel bis 2025 Premiere haben würde. Die Produktion der dritten Staffel begann im Dezember 2023. Am 12. März 2024 gab Sydney Sweeney in einem MTV-Interview den baldigen Drehstart der Staffel bekannt. Am 25. März 2024 wurde jedoch berichtet, dass die Dreharbeiten auf unbestimmte Zeit verschoben wurden.

Drehorte für Euphoria
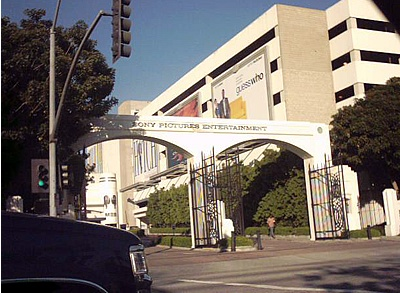
Sony Pictures Entertainment Studio in Culver City, Kalifornien
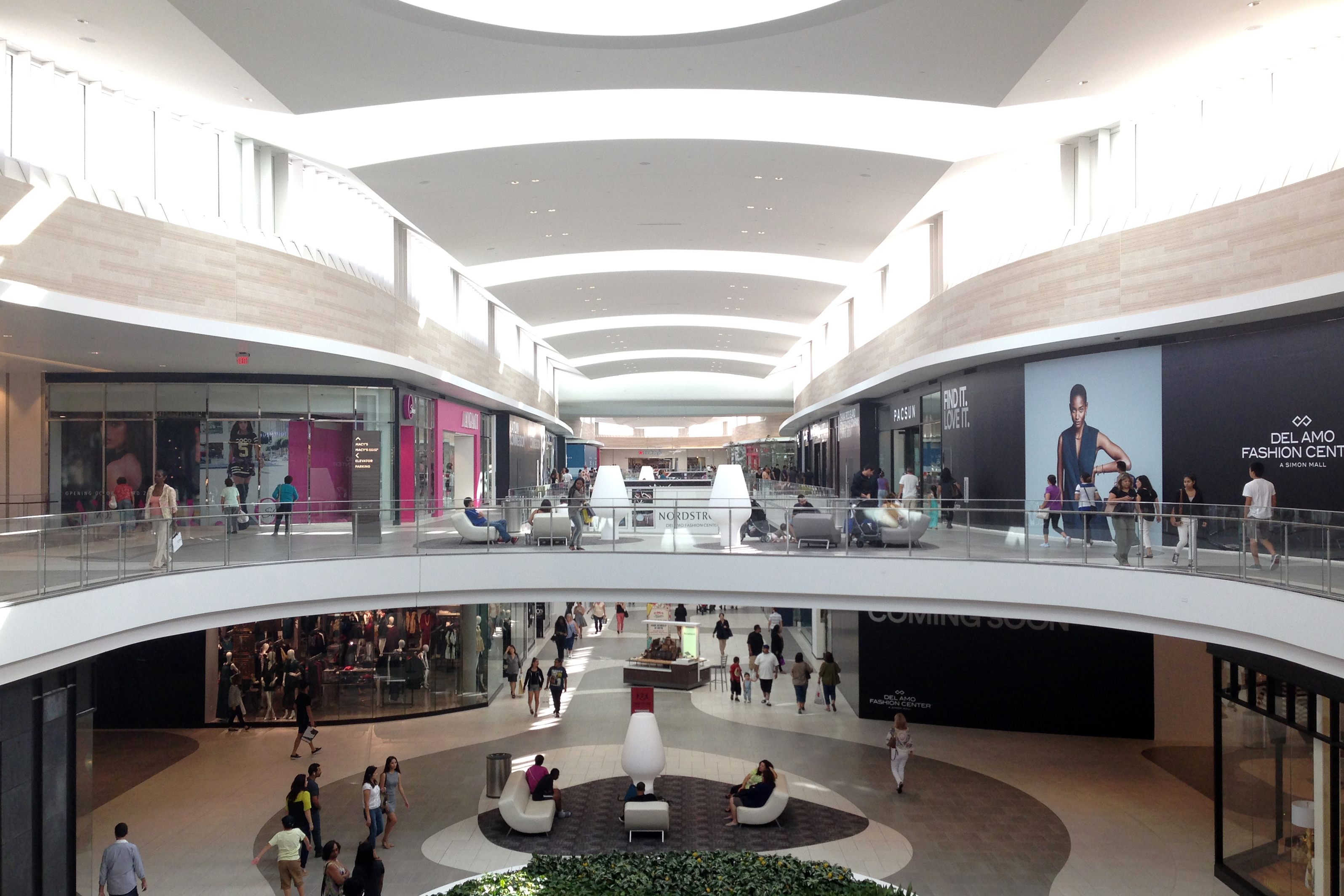
Del Amo Fashion Center in Torrance, Kalifornien
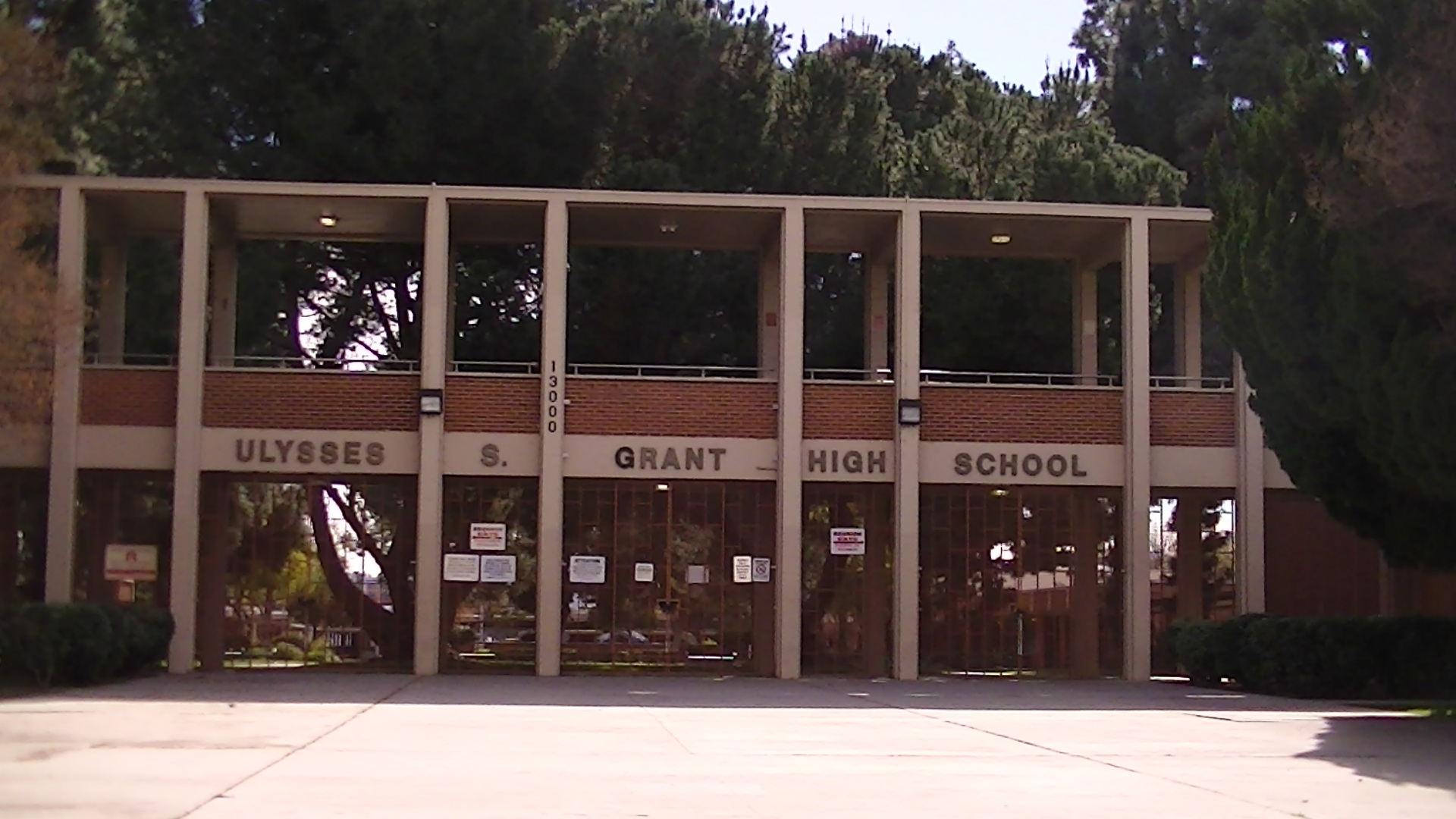
Ulysses S. Grant High School in Valley Glen (Los Angeles)
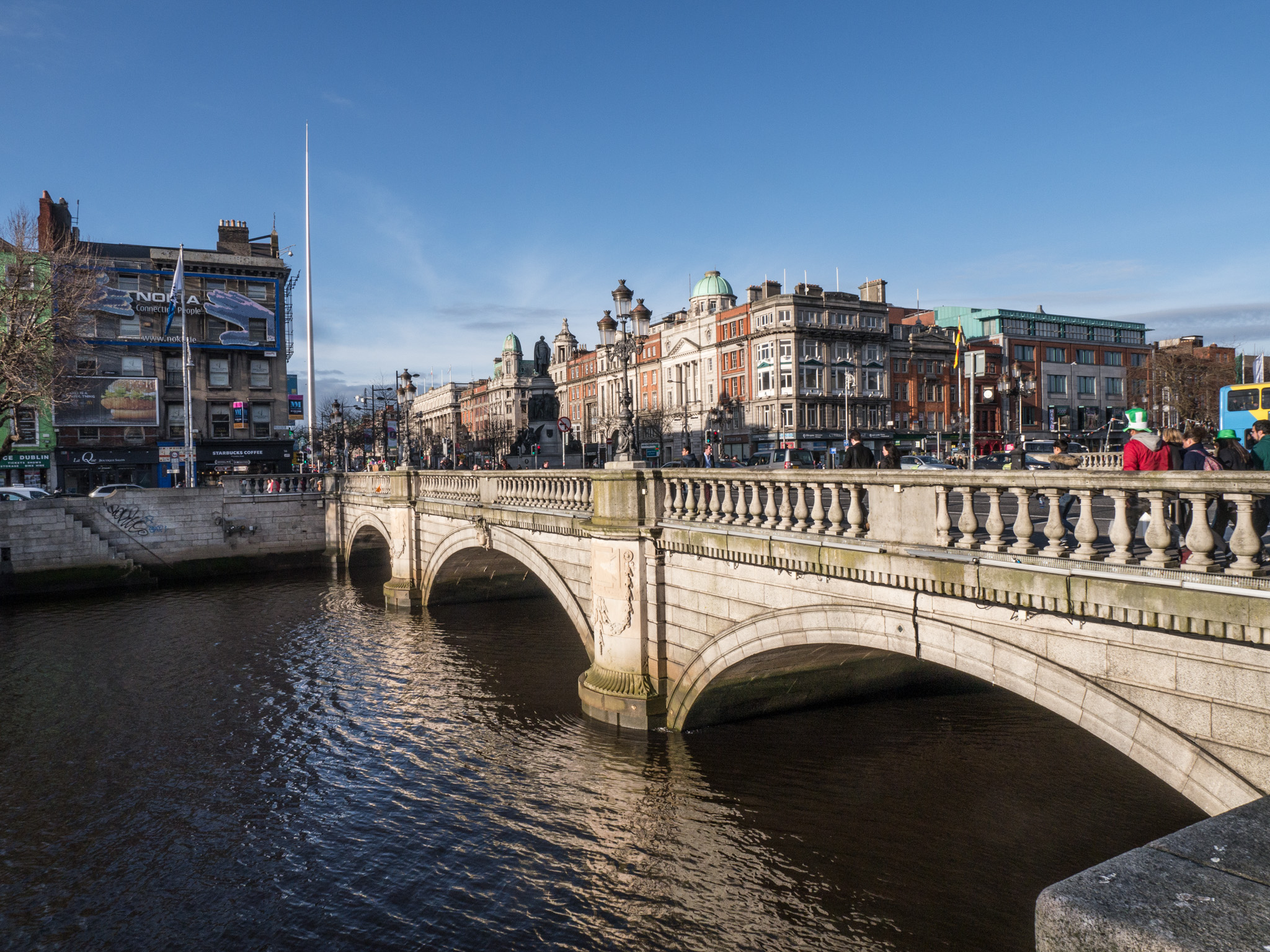
O’Connell Bridge in Dublin, Irland
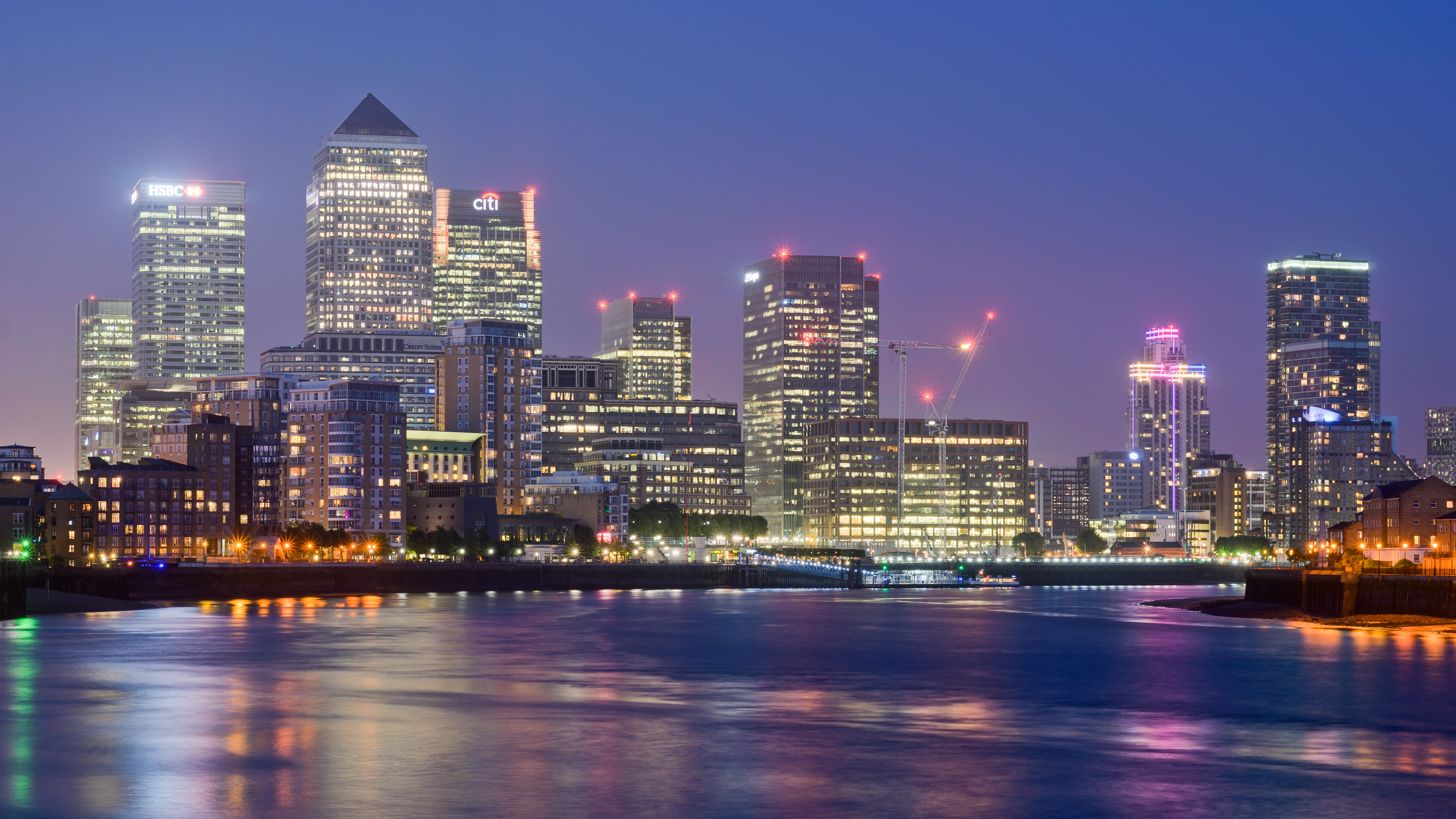
Canary Wharf in London, Vereinigtes Königreich
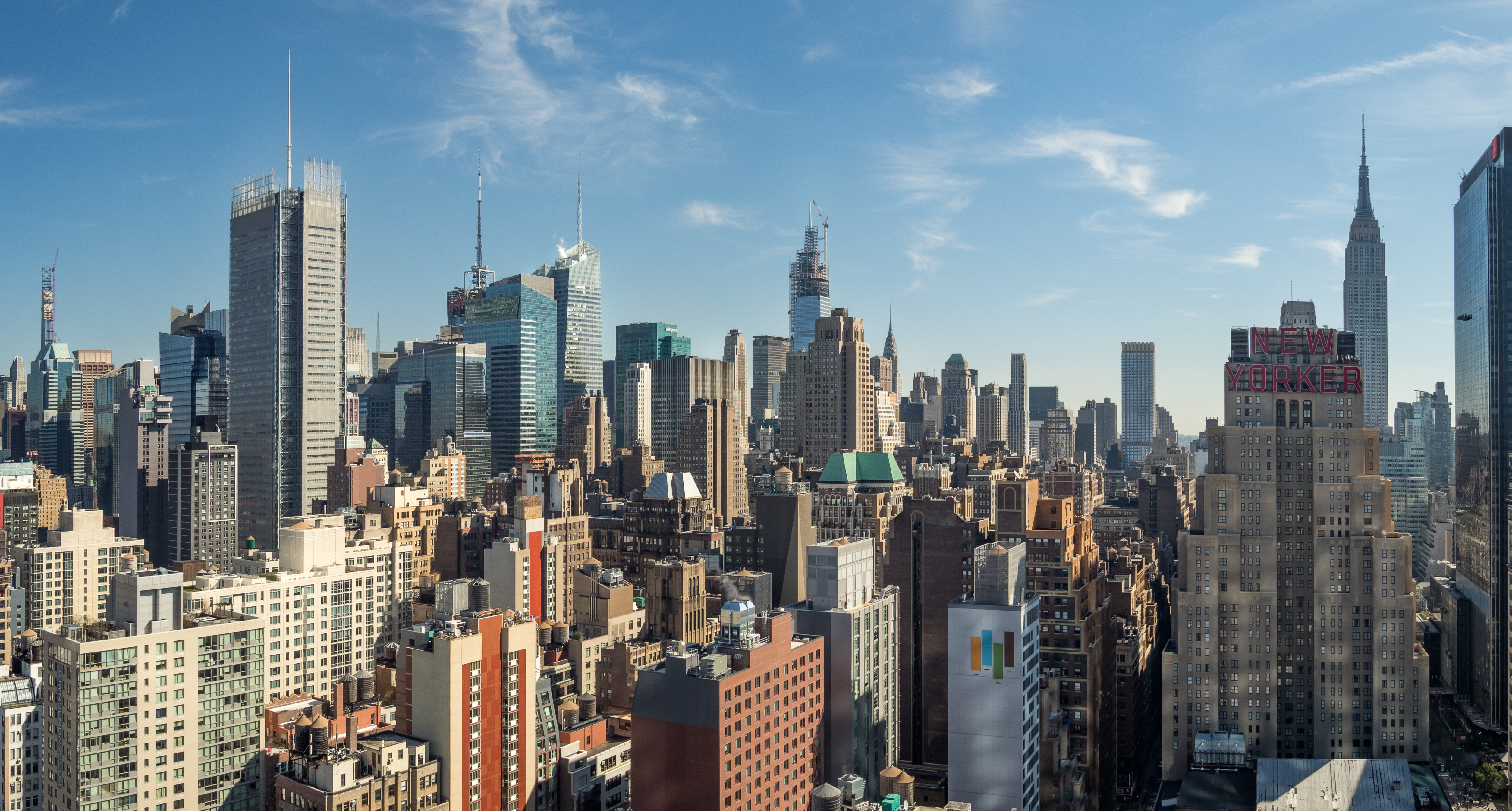
Manhattan in New York City
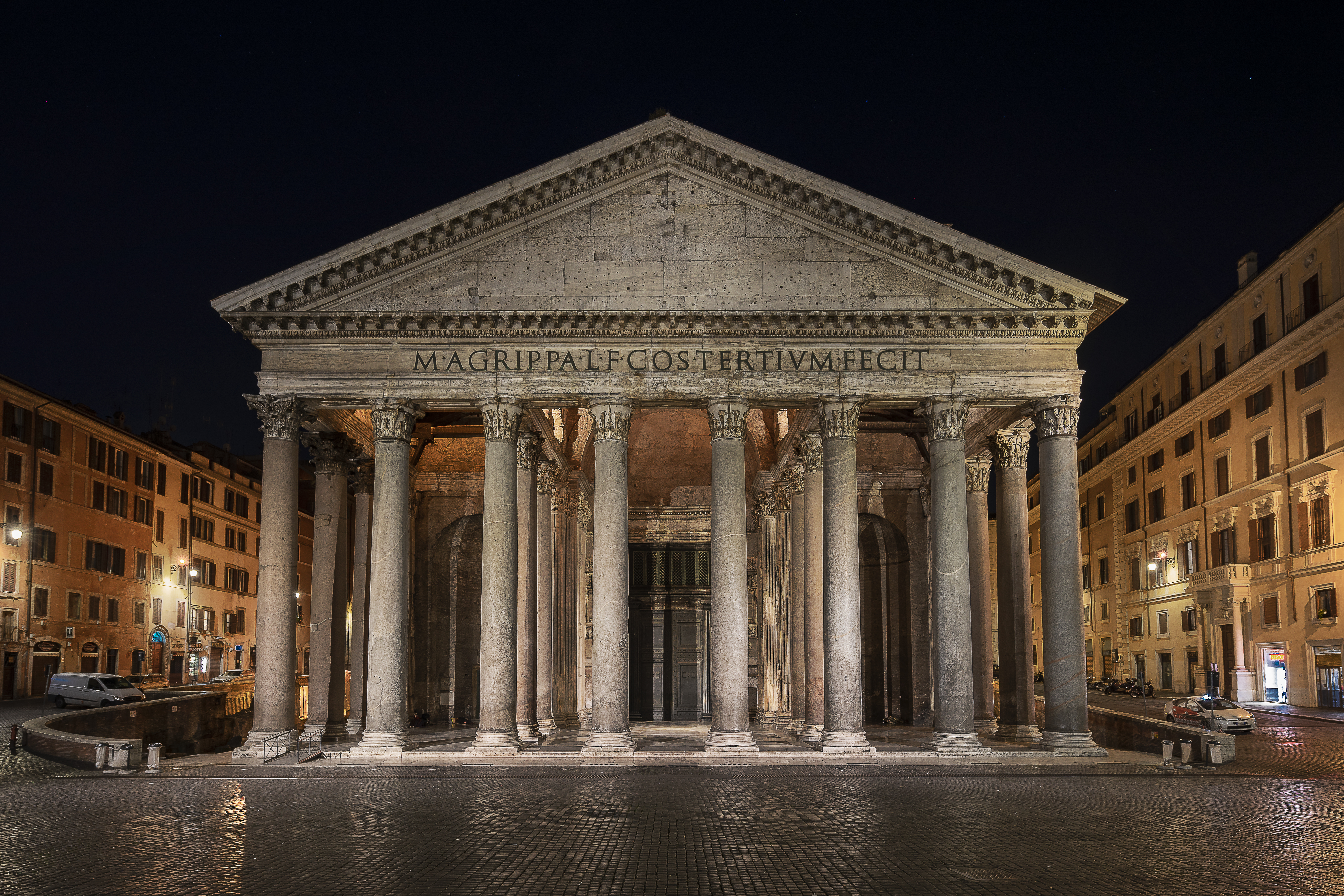
Pantheon in Rom, Italien
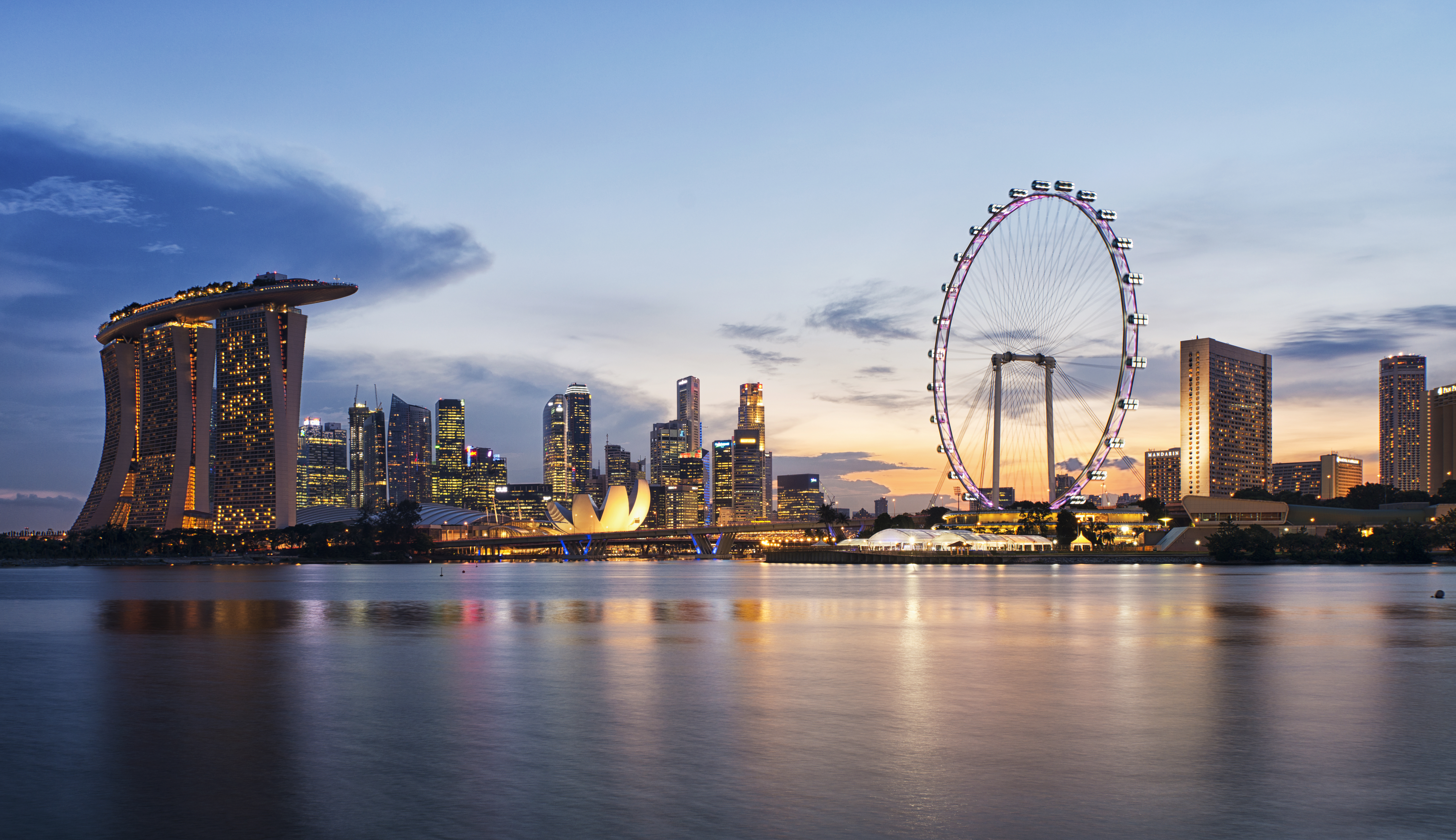
Marina Bay in Singapur

### Soundtrack
Der Soundtrack stammt vom britischen Sänger, R&B-Musiker und Musikproduzent Labrinth. Levinson kontaktierte ihn während seiner Arbeit an seinem zweiten Album Imagination & the Misfit Kid. Den Soundtrack schrieb und produzierte Labrinth sowohl vor, während als auch nach den Dreharbeiten. Im Laufe der ersten Staffel werden immer wieder Teile des von Labrinth für die Serie geschriebenen Liedes All for Us verwendet und angedeutet, das jedoch erst in der letzten Szene des Staffelfinales vollständig gespielt und mit einer Choreographie gezeigt wird. Gesungen wurde das Lied von der Hauptdarstellerin Zendaya. In jeder Folge werden zudem zahlreiche weitere Lieder – zuweilen über 20 pro Folge – anderer Interpreten verwendet, zumeist aus den Genres Hip-Hop, Indie-Rock, Trap, R&B und Doo Wop. Die Auswahl der Lieder stammte federführend von Jen Malone und Adam Leber, die 2020 von der Guild Of Music Supervisors für die Beste Musikauswahl in einer Dramaserie ausgezeichnet wurden. Eine erste Playlist mit einer Vielzahl an Liedern wurde im September 2018 erstellt, die finale Liste an Interpreten im Mai 2019, knapp einen Monat vor der Ausstrahlung der ersten Folge, abgesegnet, wobei die vertragliche Einwilligung von fast 350 unterschiedlichen Beteiligten nötig war. Einige Urheberrechtsinhaber verwehrten die Nutzung ihrer Lieder aufgrund der expliziten Szenen, in denen diese hätten verwendet werden sollen. Bekannte Interpreten, die in der ersten Staffel vorkommen, sind etwa Beyoncé, Billie Eilish, Migos, BTS, Fiona Apple, Lizzo, ASAP Ferg, Skrillex, Randy Newman, Bobby Womack, Agnes Obel, Lil Wayne, Drake und Madonna. Der gesamte Soundtrack der ersten Staffel umfasst 160 Songs. Für die zwei Spezialfolgen dienten zwölf Lieder als musikalische Untermalung. Die dritte Staffel nutzte ebenso wie Staffel 1 wieder Musik zahlreicher Interpreten. Ohne Lieder des Originalsoundtracks, der erneut von Labrinth komponiert wurde, kamen über 110 Songs zum Einsatz. Für die letzten zwei Folgen wurde zudem vermehrt auch klassische Musik verwendet, etwa von Ennio Morricone, Piero Piccioni, Riz Ortolani, Franz Schubert, Nino Rota, Francis Lai, Armando Trovajoli und Philippe Sarde.
Zusammen mit Rosalía veröffentlichte Billie Eilish eigens für die zweite Spezialfolge eine neue Single namens Lo Vas a Olvidar. Im Rahmen der zweiten Staffel veröffentlichten zudem Lana Del Rey (Watercolor Eyes), Tove Lo (How Long), ericdoa (sad4whattt) und James Blake (Euphoria, zusammen mit Labrinth) neu komponierte Lieder. Mit Yeh I Fuckin' Did It und I'm Tired veröffentlichte Labrinth nach der vierten Folge der zweiten Staffel zwei Single-Auskopplungen aus dem Originalsoundtrack. Letztere Single wird am Ende der zweiten Staffel in einer weiteren Version gespielt, bei der Zendaya den Gesang übernimmt. Labrinth und Zendaya schrieben zudem gemeinsam Elliot's Song, den Dominic Fike in der finalen Folge der zweiten Staffel sang. Eine leicht abgewandelte, kürzere Version des Liedes, bei dem Zendaya und Fike teilweise als Duett singen, wurde wenige Tage nach dem Staffelfinale veröffentlicht.
Der Originalsoundtrack von Labrinth wurde am 4. Oktober 2019 als Album veröffentlicht und umfasst 26 Lieder mit einer Laufzeit von etwas über einer Stunde.

### Veröffentlichung
Euphoria hatte seine Erstveröffentlichung am 16. Juni 2019 bei HBO. Anschließend wurde wöchentlich eine weitere Folge ausgestrahlt. Das Finale der ersten Staffel lief am 4. August 2019. In Deutschland lief die erste Staffel ab dem 16. Oktober 2019 bei Sky Atlantic, wobei im Wochenrhythmus jeweils zwei Folgen am Stück bis zum Finale am 6. November ausgestrahlt wurden. Die Veröffentlichung der ersten Spezialfolge fand am 4. Dezember 2020 auf HBO Max statt. In Deutschland wurde die Folge zunächst ohne deutsche Synchronisation am 11. Dezember 2020 auf Sky ausgestrahlt. Die Ausstrahlung der zweiten Spezialfolge erfolgte am 22. Januar 2021 (HBO) bzw. 24. Januar (Sky).
Die Ausstrahlung der zweiten Staffel erfolgte – verzögert durch die Auswirkungen der COVID-19-Pandemie – ab dem 9. Januar 2022. Nach Angaben von WarnerMedia sahen am ersten Abend allein auf HBO und HBO Max 2,4 Millionen Zuschauer den Start der zweiten Staffel, mehr als doppelt so viele wie noch zu Beginn der ersten Staffel und Rekordwert der Serie. Damit sei Trying to Get to Heaven Before They Close the Door die erfolgreichste Folgenpremiere einer HBO-Serie seit dem Start von HBO Max. Laut Angaben von HBO sahen in den ersten vier Wochen nach Start über alle Plattformen verteilt knapp 14 Millionen Menschen den Start der zweiten Staffel, davon lediglich 2 % die Premiere über den linearen Kabelsender. Die Zuschauerzahlen hätten sich im Vergleich zum Durchschnitt der ersten Staffel mehr als verdoppelt. In Deutschland erfolgte die Veröffentlichung der zweiten Staffel ab dem 10. Januar 2022 wöchentlich auf Sky, jedoch zunächst ohne deutsche Synchronisation, die ab dem 23. März 2022 verfügbar sein soll.

## Rezeption

### Kritik
Euphoria erhielt ein gutes Presseecho, was sich auch in den Auswertungen US-amerikanischer Aggregatoren widerspiegelt. So erfasst Rotten Tomatoes größtenteils positive Besprechungen und ordnet die Serie dementsprechend als „Frisch“ ein. Laut Metacritic fallen die Bewertungen im Mittel „Grundsätzlich Wohlwollend“ aus. Die meisten Kritiker lobten die Serie für ihre realistische und erwachsene Darstellung der behandelten Themen sowie die schauspielerische Leistung, insbesondere der Hauptdarstellerin Zendaya und das Schauspieldebüt von Hunter Schafer.
Tim Goodman hob in seiner Kritik für The Hollywood Reporter die Arbeit des Serienschöpfers Sam Levinson hervor. „Levinson steuert unerschütterlich in das hinein, was viele Erwachsene und insbesondere Eltern aufhorchen lassen (und möglicherweise empören) wird, während die meisten Teenager wahrscheinlich zustimmen werden, dass es eine der wenigen genauen visuellen Interpretationen ihres Lebens ist.“ Er lobte ferner die schauspielerische Leistung von Zendaya als „absolute Offenbarung“, Hunter Schafers Arbeit in ihrem Schauspieldebüt bezeichnete er als „ähnlich fantastische, bahnbrechende Leistung“.
Hank Stuever beschrieb Euphoria für The Washington Post zwar als „wunderschön gedreht und künstlerisch ansprechend“, jedoch auch als „beunruhigend und unnötig grausam“. „Das Jonglieren von Handlungssträngen führt dazu, dass Szenen ständig abgeschnitten werden, bevor sie an Fahrt aufnehmen können“, bemängelte Mike Hale für The New York Times. Levinson habe zwar Figuren geschaffen, die mehr seien als die bloßen Träger sozialer Probleme, doch habe er zu viele von ihnen in zu vielen Handlungssträngen.
Benjamin Lee hielt der Serie in seiner Kritik für The Guardian dagegen zugute, dass es ihr gelinge, die ernsten Themen und Schockmomente mit einem überraschenden Feingefühl auszugleichen. Lee zog einen Vergleich zur Netflix-Serie Tote Mädchen lügen nicht, wobei es Euphoria im Gegensatz zu ihr gelungen sei, das Leben der jugendlichen Figuren ungefiltert und dennoch vorsichtig zu behandeln und dabei mehr im Hinterkopf zu haben, als das bloße Auslösen von Kontroversen. Dieser Meinung war auch Lena Mändlen für die Süddeutsche Zeitung. Euphoria spreche ähnliche Probleme an, mache aber „genau das richtig, was Tote Mädchen lügen nicht falsch machte: Sie geht mit psychischen Problemen realistisch um“. Die Darstellung der sensiblen sozialen Probleme der Figuren sei zwar oft explizit, jedoch niemals glorifizierend.
Daniel Gerhardt bezeichnete Euphoria als „das Teenager-Drama des Jahres“, das das ganze Genre auf neue Levels von Freizügigkeit, Gewalt, visueller und erzählerischer Strahlkraft gehoben habe. Die HBO-Serie sei „auch die bildgewaltigste Darstellung der aktuellen amerikanischen Opioidkrise“, führte er für Zeit Online weiter aus. Für Gerhardt sei Euphoria weniger eine Abrechnung mit der Generation Z, wie sie etwa Arielle Bernstein in The Guardian beschrieb, sondern eine „mit jenen Erwachsenen, die ihre Kinder in eine Welt voller Zynismus entlassen“ hätten. Oliver Jungen lobte die Serie ebenso für die realistische Darstellung der jugendlichen Figuren und bezeichnete Euphoria für die Frankfurter Allgemeine Zeitung als eine „psychologisch kluge Tiefenanalyse pubertärer Einsamkeit und Rebellion im universal verschalteten Digitalzeitalter“.
In epd Film schrieb Kai Mihm anlässlich der zweiten Staffel, dass manche Kritiker die Serie „unrealistisch“ genannt hätten, was „natürlich lächerlich“ sei, denn filmischer Realismus sei „bekanntlich kein Maßstab dafür, wie gut eine Geschichte bestimmte Realitäten“ widerspiegele. Gerade das „Schnelle, Grelle und Schillernde der Inszenierung“ sei eine intelligente Entsprechung zur jugendlichen Weltwahrnehmung, „wo jedem Erlebnis etwas Überlebensgroßes“ anhafte. In den besten Momenten wirke Euphoria, „als habe Bret Easton Ellis eine Serie über die Generation Z geschrieben: ein finsterer, dabei niemals zynischer Gegenpol zu Teenage-Klassikern wie 90210 und Gossip Girl.“

### Auszeichnungen und Nominierungen
Primetime Emmy Awards
- 2022
  - Auszeichnung: Beste Hauptdarstellerin – Dramaserie, für Zendaya
- 2021
  - Nominierung: Beste Kameraführung für eine Einzelkamera-Serie, für Marcell Rév (So wunderschön wie das Meer)
  - Nominierung: Beste Kostüme für eine zeitgenössische Serie, eine Miniserie oder einen Fernsehfilm, für Heidi Bivens, Devon Patterson und Angelina Vitto (So wunderschön wie das Meer)
  - Nominierung: Bestes Makeup für eine Einzelkamera-Serie (ohne Prothesen), für Doniella Davy und Tara Lang Shah (So wunderschön wie das Meer)
- 2020
  - Auszeichnung: Beste Hauptdarstellerin – Dramaserie, für Zendaya
  - Auszeichnung: Bestes zeitgenössisches Make-up, für Doniella Davy, Kirsten Coleman und Tara Lang (Und diese ganze Wut)
  - Auszeichnung: Bester Originalsoundtrack, für All for Us von Labrinth (Und diese ganze Wut)
  - Nominierung: Beste Musikkomposition – Dramaserie, für Labrinth (Nichts davon ist wahr)
  - Nominierung: Beste Music Supervision, für Jen Malone und Adam Leber (Und diese ganze Wut)
  - Nominierung: Beste zeitgenössischen Kostüme, für Heidi Bivens, Danielle Baker und Katina Danabassis (Nächste Episode)

British Academy Television Award 2020
- Nominierung: Beste Fernsehserie (International)

Critics’ Choice Television Awards 2020 
- Nominierung: Beste Hauptdarstellerin in einer Dramaserie, für Zendaya

MTV Movie & TV Awards 2022
- Auszeichnungen: Best Show, Best Performance in a Show (Zendaya), Best Fight (Cassie vs. Maddy), Here For The Hookup
- Nominierungen: Best Performance in a Show (Sydney Sweeney), Best Kiss (Hunter Schafer und Dominic Fike), Best Song (Little Star – Dominic Fike), Best Musical Moment (Holding Out for a Hero)

People’s Choice Awards 2019
- Auszeichnung: TV-Star 2019 – Drama, für Zendaya

Satellite Award
- 2020
  - Nominierung: Beste Darstellerin in einer Miniserie oder einem Fernsehfilm, für Zendaya
- 2019
  - Auszeichnung: Beste Hauptdarstellerin in einer Dramaserie, für Zendaya

Writers Guild of America Award 2020
- Nominierung: Bestes Drehbuch einer Fernsehsendung: Episodic Drama, für Sam Levinson (Kein Kummer währt ewig)